# Blois
Pour les articles homonymes, voir Blois (homonymie).
Blois (/blwa/ ) est une commune française, chef-lieu du département de Loir-et-Cher en région Centre-Val de Loire.
Commune la plus peuplée du département, elle compte en 2022, 47 092 habitants. La communauté d’agglomération de Blois compte environ 104 604 habitants et l’aire urbaine de Blois compte quant à elle 125 994 habitants. C'est la quatrième commune de la région Centre derrière Tours, la capitale régionale Orléans et Bourges, et devant Châteauroux et Chartres.
Historiquement, la ville fut la capitale du comté de Blois, créé en 832, maintenu par la maison homonyme jusqu’à son intégration au domaine royal en 1397. À la Renaissance, le roi Louis XII y établit sa cour et en fait sa résidence royale. La ville a conservé un patrimoine culturel important, avec notamment son château, la cathédrale Saint-Louis, l’église Saint-Nicolas et le pont Jacques-Gabriel.
Blois est aussi le centre de la région naturelle du Blésois, nom également donné aux habitants de la ville.

## Géographie

### Localisation
La ville est située sur la Loire, à mi-chemin entre Tours et Orléans. S’étendant sur les deux rives du dernier fleuve sauvage d’Europe, elle délimite et unit la petite Beauce (rive droite/nord) et la Sologne (rive gauche/sud). La ville de Blois est le cœur de la communauté d’agglomération d’Agglopolys qui comprend 43 communes.
Voici les villes notables les plus proches :

### Communes limitrophes
Les communes limitrophes sont Fossé, Chailles, La Chaussée-Saint-Victor, Saint-Gervais-la-Forêt, Saint-Sulpice-de-Pommeray, Villebarou, Vineuil, Valencisse et Valloire-sur-Cisse.
| Saint-Sulpice-de-Pommeray | Villebarou | La Chaussée-Saint-Victor |
| Valencisse                | Blois      | Vineuil                  |
| Valloire-sur-Cisse        | Chailles   | Saint-Gervais-la-Forêt   |

### Géologie, topographie et hydrographie
La ville de Blois est centrée sur la confluence du fleuve Loire avec l’Arrou, modeste ruisseau, aujourd’hui presque complètement voûté ou busé. Cette confluence délimite un promontoire sur lequel est situé le château.
La ville basse est posée sur les alluvions récentes du lit majeur entre fleuve et coteau (altitude moyenne : 70 m). La ville haute est ancrée dans les coteaux calcaires de la Loire et de l’Arrou ou posée sur le plateau de la Petite Beauce (100 à 110 m) constitué par la même roche. La forêt est située sur une très mince épaisseur de limon des plateaux qui recouvre l’argile à silex, couche imperméable.

### Climat
Pour des articles plus généraux, voir Climat du Centre-Val de Loire et Climat de Loir-et-Cher.
En 2010, le climat de la commune est de type climat océanique altéré, selon une étude du CNRS s'appuyant sur une série de données couvrant la période 1971-2000. En 2020, Météo-France publie une typologie des climats de la France métropolitaine dans laquelle la commune est toujours exposée à un climat océanique altéré et est dans la région climatique Moyenne vallée de la Loire, caractérisée par une bonne insolation (1 850 h/an) et un été peu pluvieux.
Pour la période 1971-2000, la température annuelle moyenne est de 11,4 °C, avec une amplitude thermique annuelle de 14,6 °C. Le cumul annuel moyen de précipitations est de 645 mm, avec 10,5 jours de précipitations en janvier et 6,9 jours en juillet. Pour la période 1991-2020, la température moyenne annuelle observée sur la station météorologique de Météo-France la plus proche, à Cheverny à 14 km à vol d'oiseau, est de 11,8 °C et le cumul annuel moyen de précipitations est de 675,8 mm,. Pour l'avenir, les paramètres climatiques de la commune estimés pour 2050 selon différents scénarios d'émission de gaz à effet de serre sont consultables sur un site dédié publié par Météo-France en novembre 2022.
| Mois                                  | jan.             | fév.             | mars           | avril           | mai             | juin           | jui.           | août           | sep.           | oct.            | nov.            | déc.             | année      |
| ------------------------------------- | ---------------- | ---------------- | -------------- | --------------- | --------------- | -------------- | -------------- | -------------- | -------------- | --------------- | --------------- | ---------------- | ---------- |
| Température minimale moyenne (°C)     | 2,5              | 2,3              | 4,3            | 6               | 9,4             | 12,6           | 14,4           | 14,3           | 11,4           | 9               | 5,3             | 2,9              | 7,9        |
| Température moyenne (°C)              | 5,1              | 5,6              | 8,6            | 11              | 14,5            | 18             | 20,2           | 20,2           | 16,8           | 13              | 8,3             | 5,5              | 12,2       |
| Température maximale moyenne (°C)     | 7,7              | 9                | 12,9           | 16              | 19,6            | 23,4           | 25,9           | 26             | 22,1           | 17              | 11,4            | 8,1              | 16,6       |
| Record de froid (°C) date du record   | −17,4 17.01.1987 | −14,2 04.02.1963 | −10,3 01.03.05 | −3,4 21.04.1991 | −0,6 08.05.1974 | 2,6 05.06.1969 | 4,3 05.07.1965 | 4,8 30.08.1986 | 0,9 11.09.1972 | −2,3 29.10.1997 | −7,1 24.11.1998 | −18,5 29.12.1964 | −18,5 1964 |
| Record de chaleur (°C) date du record | 16,9 15.01.1975  | 22,1 27.02.19    | 25,3 31.03.21  | 29,2 30.04.05   | 31,8 27.05.05   | 39,1 18.06.22  | 40,8 25.07.19  | 39,8 10.08.03  | 35,5 09.09.23  | 31,1 02.10.23   | 22,3 07.11.15   | 18,5 07.12.00    | 40,8 2019  |
| Précipitations (mm)                   | 63               | 52,4             | 48,7           | 53              | 57,7            | 53,2           | 46,6           | 44             | 51,8           | 66              | 69,3            | 72,1             | 677,8      |

### Voies de communication et transports

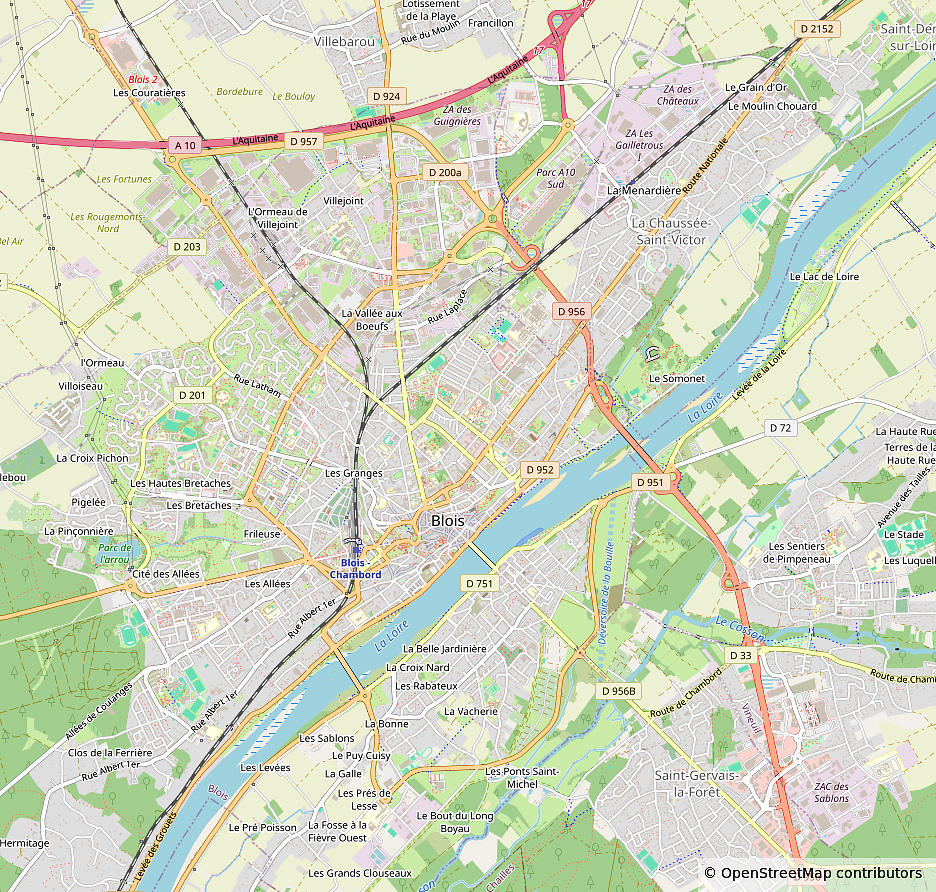
Plan de Blois et de ses routes

#### Infrastructures routières
Il existe un diffuseur de l’autoroute A10 (Paris-Bordeaux) (également E60 et E5 à Blois), passant au nord de la ville et situé dans la commune de Saint-Denis-sur-Loire, constituant la sortie no 17. Un deuxième est envisagé plus à l'ouest pour décharger le premier. La ville est traversée sur un axe sud-ouest - nord-est par l’ex-RN 152 (Fontainebleau-Saumur), aujourd’hui déclassée en RD 2152 à l’est de la ville et en RD 952 à l’ouest. D’autres grandes routes départementales traversent la ville : la RD 956 (Blois-Châteauroux, ex-RN 156) qui est en 2 x 2 voies et contourne la ville, l’ex-RN 751 (Nantes-Gien), déclassée en RD 951 à l’est de la ville et en RD 751 à l’ouest ainsi que la RD 924 (Châteaudun-Blois) ex-RN 824.

#### Transports en commun
La ville de Blois compte un réseau de transports en commun public régi par la communauté d’agglomération de Blois (Agglopolys), appelé Azalys. L’exploitation du réseau a été déléguée à Kéolis Blois, filiale de Kéolis (groupe SNCF). Le réseau compte neuf lignes de bus principales et 45 lignes secondaires et scolaires. À cela s’ajoute les Navettes Centre-Ville, deux boucles parcourant le centre-ville avec une fréquence de 20 minutes du lundi au samedi. Ces navettes sont gratuites et accessible aux personnes à mobilité réduite. La connexion avec la Gare de Blois-Chambord est assurée par toutes les lignes principales (navettes comprises) à l’arrêt Gare Routière, permettant également au réseau Azalys d’être connecté aux lignes des cars départementaux Rémi et constituant un pôle d'échange multimodale.

#### Infrastructures ferroviaires
La gare de Blois-Chambord est située sur la ligne de Paris-Austerlitz à Bordeaux-Saint-Jean. Elle est desservie par des trains TER Centre-Val de Loire circulant entre Paris-Austerlitz ou Orléans et Tours, des trains Interloire entre Orléans et Le Croisic, ou encore plus récemment des Intercités Ouigo de la ligne Paris-Nantes.

#### Circulation douce

Tracé de l’EV6.

L’EuroVelo 6 ou EV6, également connue sous le nom d’« Eurovéloroute des Fleuves », est une véloroute de type EuroVelo qui traverse Blois en reliant Saint-Nazaire à Constanța. C’est la plus célèbre véloroute européenne, longue de 3 653 km, elle traverse l’Europe d’ouest en est, de l’océan Atlantique à la mer Noire en passant par dix pays. Elle suit l’itinéraire de trois des plus grands fleuves européens : la Loire, le Rhin et le Danube.
Le réseau Azalys propose un service de location de vélos à assistance électrique aux habitants d’Agglopolys. Il s’agit d’un système de location longue durée proposé pour favoriser la pratique du vélo dans l’agglomération de Blois. Les abonnements sont souscrits pour une durée d’un mois minimum, trois mois ou d’un an renouvelables et les abonnés Azalys disposent de réductions.
Depuis l'été 2022, la municipalité a mis en place un réseau de trottinettes électriques en libre service géré par la société Bird.

## Urbanisme

### Typologie
Au 1er janvier 2024, Blois est catégorisée centre urbain intermédiaire, selon la nouvelle grille communale de densité à sept niveaux définie par l'Insee en 2022. Elle appartient à l'unité urbaine de Blois, une agglomération intra-départementale regroupant sept communes, dont elle est ville-centre,,. Par ailleurs la commune fait partie de l'aire d'attraction de Blois, dont elle est la commune-centre,. Cette aire, qui regroupe 78 communes, est catégorisée dans les aires de 50 000 à moins de 200 000 habitants,.

### Quartiers de Blois
- Sud (plus de 9 900 habitants) :
Vienne, La Boire, Creusille, Bas-Rivière, zones industrielles et commerciales.
- Est (plus de 6 000 habitants) :
Hôpital, Villejoint, Basilique, Cornillettes, Poudrette, zones industrielles et commerciales.
- Ouest (plus de 9 800 habitants) :
Grouets, Quinière, Saint-Georges, Foch, Cabochon.
- Centre-ville (plus de 6 800 habitants) :
Cathédrale, château, gare, place Louis-XII (quartiers historiques).
- Nord, aussi appelé Zup nord (plus de 18 000 habitants): Croix-Chevalier, Kennedy, Coty, Marcel Doret, Mirabeau, Sarrazines, Villiersfins, Pinçonnière, Dumont d’Urville, Montgolfière, parc de l’Arrou

#### Centre historique
- Si vous ne connaissez pas le sujet, laissez ce bandeau (vous pouvez alors contacter les auteurs).
- Si vous supprimez le contenu mis en cause (vous pouvez préalablement contacter les auteurs),

argumentez précisément cette suppression dans la page de discussion
(un manque de référence n'est pas un argument ; une recherche réelle de référence doit avoir été effectuée, être formellement documentée).
Le centre historique de Blois s'est construit au nord de la Loire, dans le vallon de l'Arrou, une petite rivière partant du lac de la Pinçonnière et se jetant dans la Loire au niveau de l'actuel pont Jacques-Gabriel. Blois est ainsi née de deux bourgs de part et d'autre de ce ruisseau, avec Puits-Châtel à l'est et Bourg-Moyen à l'ouest.
Le quartier du Puits-Châtel, sur la rive gauche de l'Arrou, a très largement échappé aux bombardements de la Seconde Guerre mondiale, et a, par conséquent, conservé de nombreux bâtiments intacts depuis la Renaissance.
Le promontoire du château et le quartier de Bourg-Moyen en contrebas se trouvent sur la rive droite de l'Arrou. Encore une fois, très peu d'habitations du promontoire ont échappé aux bombardements, mais celles détruites n'ont cependant pas été reconstruites, par conséquent une place arborée s'étend du château à la Maison de la magie.
Autour de ces deux principaux bourgs, d'autres faubourgs se sont développés au point d'être intégrés dans l'enceinte des remparts de Blois au Moyen Âge, dont le faubourg Saint-Jean, le Haut-Bourg, le Bourg-Neuf, le faubourg du Foix et le quartier des Arts.
Toutefois, les habitations proches de l'extrémité nord du pont Jacques-Gabriel datent majoritairement d'après la Seconde Guerre mondiale, des bombardements alliés visant le pont les ayant détruites pendant la guerre.

#### Blois-sud
- Si vous ne connaissez pas le sujet, laissez ce bandeau (vous pouvez alors contacter les auteurs).
- Si vous supprimez le contenu mis en cause (vous pouvez préalablement contacter les auteurs),

argumentez précisément cette suppression dans la page de discussion
(un manque de référence n'est pas un argument ; une recherche réelle de référence doit avoir été effectuée, être formellement documentée).
Blois-Vienne désigne communément la partie de la ville au sud de la Loire, en incluant les quartiers Saint-Saturnin, de la Creusille, des Métairies (collège et cimetière), de la Vaquerie, de Bas-Rivière et de Béjun. Y vivent près de 10 000 habitants.

#### Blois-est
- Si vous ne connaissez pas le sujet, laissez ce bandeau (vous pouvez alors contacter les auteurs).
- Si vous supprimez le contenu mis en cause (vous pouvez préalablement contacter les auteurs),

argumentez précisément cette suppression dans la page de discussion
(un manque de référence n'est pas un argument ; une recherche réelle de référence doit avoir été effectuée, être formellement documentée).
Blois-Est inclut des quartiers relativement jeunes par rapport au reste de la ville, avec les quartiers Maunoury, des Cornillettes (avec la basilique), de l'hôpital et des Provinces.

#### Les Grouëts
- Si vous ne connaissez pas le sujet, laissez ce bandeau (vous pouvez alors contacter les auteurs).
- Si vous supprimez le contenu mis en cause (vous pouvez préalablement contacter les auteurs),

argumentez précisément cette suppression dans la page de discussion
(un manque de référence n'est pas un argument ; une recherche réelle de référence doit avoir été effectuée, être formellement documentée).
Presqu'exclave à l'extrême ouest de la ville, le hameau des Grouëts est historiquement le château de la vicomté de Blois. Les bords de Loire constituent l'unique liaison avec le centre-ville.

#### Quartier de la Gare
- Si vous ne connaissez pas le sujet, laissez ce bandeau (vous pouvez alors contacter les auteurs).
- Si vous supprimez le contenu mis en cause (vous pouvez préalablement contacter les auteurs),

argumentez précisément cette suppression dans la page de discussion
(un manque de référence n'est pas un argument ; une recherche réelle de référence doit avoir été effectuée, être formellement documentée).
C'est un faubourg annexe au centre-ville, dont les usages changeants ont sculpté son urbanisme. Du temps des Rois, de longues allées traversaient cette prairie qui reliait le château à la forêt de Blois. Après la révolution industrielle et l'arrivée du chemin de fer en 1846, un quartier s'articule autour de nouveaux axes, menant notamment au percement de l'avenue Gambetta. Bientôt, la chocolaterie Poulain profite d'un espace encore peu utilisé pour modeler le quartier à son image, nommé alors La Villette. Depuis le depart de l'usine dans les années 1980, les Blésois ont repris la gare comme référence de nom de quartier.

#### Blois-ouest
- Si vous ne connaissez pas le sujet, laissez ce bandeau (vous pouvez alors contacter les auteurs).
- Si vous supprimez le contenu mis en cause (vous pouvez préalablement contacter les auteurs),

argumentez précisément cette suppression dans la page de discussion
(un manque de référence n'est pas un argument ; une recherche réelle de référence doit avoir été effectuée, être formellement documentée).
Blois-ouest se délimite naturellement entre la voie de chemins de fer au sud, le parc de l'Arrou au nord et la forêt de Blois à l'ouest. Cela inclut de fait les quartiers de la Quinière, Saint-Georges, Cabochon, Foch et Albert Ier.

#### Blois-Nord
Les quartiers nord sont principalement constitués de grands ensembles « ZUP ». Y sont inclus les quartiers de la Croix-Chevalier, Kennedy, Coty, Marcel-Doret, Mirabeau, Sarrazines, de Villiersfins, de la Pinçonnière, Dumont d’Urville, Montgolfiers, et du parc de l'Arrou, dont certains sont inclus au sein d'un vaste secteur prioritaire qui compte près de 18 000 habitants en 2025, avec 55 % des ménages vivant sous le seuil de pauvreté.

### Ponts
Blois est aujourd'hui muni de trois ponts, tous sur la Loire :
- le pont François-Mitterrand (1994) à l'ouest,
- le pont Jacques-Gabriel (1724), au centre,
- le pont Charles-de-Gaulle (1970), à l'est.

### Voies
| 434 odonymes recensés à Blois au 1er février 2014           | 434 odonymes recensés à Blois au 1er février 2014 | 434 odonymes recensés à Blois au 1er février 2014 | 434 odonymes recensés à Blois au 1er février 2014 | 434 odonymes recensés à Blois au 1er février 2014 | 434 odonymes recensés à Blois au 1er février 2014 | 434 odonymes recensés à Blois au 1er février 2014 | 434 odonymes recensés à Blois au 1er février 2014 | 434 odonymes recensés à Blois au 1er février 2014 | 434 odonymes recensés à Blois au 1er février 2014 | 434 odonymes recensés à Blois au 1er février 2014 | 434 odonymes recensés à Blois au 1er février 2014 | 434 odonymes recensés à Blois au 1er février 2014 | 434 odonymes recensés à Blois au 1er février 2014 | 434 odonymes recensés à Blois au 1er février 2014 | 434 odonymes recensés à Blois au 1er février 2014 |
| Allée                                                       | Avenue                                            | Bld                                               | Chemin                                            | Clos                                              | Impasse                                           | Montée                                            | Passage                                           | Place                                             | Promenade                                         | Route                                             | Rue                                               | Ruelle                                            | Sentier                                           | Autres                                            | Total                                             |
| ----------------------------------------------------------- | ------------------------------------------------- | ------------------------------------------------- | ------------------------------------------------- | ------------------------------------------------- | ------------------------------------------------- | ------------------------------------------------- | ------------------------------------------------- | ------------------------------------------------- | ------------------------------------------------- | ------------------------------------------------- | ------------------------------------------------- | ------------------------------------------------- | ------------------------------------------------- | ------------------------------------------------- | ------------------------------------------------- |
| 42                                                          | 23                                                | 10                                                | 54                                                | 1                                                 | 28                                                | 1                                                 | 2                                                 | 40                                                | 3                                                 | 3                                                 | 151                                               | 14                                                | 7                                                 | 55                                                | 434                                               |
| Notes « N »                                                 | Notes « N »                                       | 1. 2. 3. 4. 5. 6. 7. 8.                           | 1. 2. 3. 4. 5. 6. 7. 8.                           | 1. 2. 3. 4. 5. 6. 7. 8.                           | 1. 2. 3. 4. 5. 6. 7. 8.                           | 1. 2. 3. 4. 5. 6. 7. 8.                           | 1. 2. 3. 4. 5. 6. 7. 8.                           | 1. 2. 3. 4. 5. 6. 7. 8.                           | 1. 2. 3. 4. 5. 6. 7. 8.                           | 1. 2. 3. 4. 5. 6. 7. 8.                           | 1. 2. 3. 4. 5. 6. 7. 8.                           | 1. 2. 3. 4. 5. 6. 7. 8.                           | 1. 2. 3. 4. 5. 6. 7. 8.                           | 1. 2. 3. 4. 5. 6. 7. 8.                           | 1. 2. 3. 4. 5. 6. 7. 8.                           |
| Sources : rue-ville.info & perche-gouet.net & OpenStreetMap |                                                   |                                                   |                                                   |                                                   |                                                   |                                                   |                                                   |                                                   |                                                   |                                                   |                                                   |                                                   |                                                   |                                                   |                                                   |

## Toponymie
La première forme attestée remonte au VIe siècle et est indirecte. En effet, Grégoire de Tours est le premier à mentionner la ville en faisant référence aux « habitants de Blois » avec le terme blesenses (le suffixe latin -ensis indiquant la provenance) ou encore Blesensibus vers 584. La forme Blesis est mentionnée par l'histoirien anonyme de Ravenne à partir du VIIe siècle. Des monnaies mérovingiennes indiquent quant à elles Bleso castro,, pour désigner un castrum, une ville fortifiée de moyenne importance. Vers le milieu du Moyen Âge, on cite encore Blesum castrum ou Castrum blesense en latin médiéval.
La forme originelle du gallo-roman doit être *BLESU, car on aboutit en ancien français à Bleis, Blais puis Blois par évolution phonétique régulière. Il s’agit d’une formation toponymique préceltique ou celtique (gaulois) que l’on croit reconnaître dans les noms de rivière Blaise (en Eure-et-Loir et en Marne, de Blediā) et Blies (en Moselle, Blesa, 796),. Xavier Delamarre, reprenant la thèse de François Falc'hun, considère que le radical Bles- représente l’évolution phonétique du mot gaulois signifiant « loup », à savoir *bledios qu’il compare à son équivalent en vieux breton bleid (breton bleiz), vieux cornique bleit et en gallois blaidd<re name=delamarre78/>. Blois (et par extension, le pays blésois) serait donc un « pays de loups », comme l'historien local Louis de La Saussaye l'avait pressenti au milieu du XIXe siècle.
Dans un ouvrage de 2023, le linguiste Jacques Lacroix propose toutefois une autre étymologie de Blois : son nom représenterait la fixation toponymique du nom commun gaulois belsa cité notamment par un grammairien latin du Ve siècle comme ayant le sens de « campus », c'est-à-dire « plaine dénudée » ou « champ ouvert ». Le -e- et le -l- auraient été intervertis par métathèse (tout comme corilus « noisetier » est passé à colirus), d'où un hypothétique *blesa. Cette théorie s'appuie sur l'emplacement de la ville, qui se situe à l'extrémité sud de la Beauce, une vaste plaine agricole, dont le nom procède régulièrement de Belsa.

## Histoire

### Préhistoire et protohistoire
Depuis le début des années 2010, des fouilles archéologiques conduites par l’Institut national de recherches archéologiques préventives (INRAP) ont montré que Blois-Vienne était occupée par des chasseurs-cueilleurs dès 6 000 ans avant notre ère (il y a donc 8 000 ans). Des nasses ont d'ailleurs été retrouvées, signifiant que ces communautés pouvaient, en plus de l'agriculture et de l'élevage, pêcher.

### Antiquité

#### DuIVeauIersiècle: Blois sous les Gaulois

Blois dans la cité carnute.

D'autres fouilles ont montré la présence de Gaulois, de la tribu carnute, dès le IVe siècle avant notre ère, également en Vienne. D'autres villages semblaient alors déjà exister avant même l'arrivée des Romains, comme Camboritu (en gaulois : « gué du méandre »).

#### DuIerauVesiècle: Blois sous les Romains

Blois sur la voie de Tours des Chemins de Saint-Jacques-de-Compostelle.

Comme le reste de la Gallia, le pagus blesensi est conquis par les Romains au Ier siècle avant notre ère, et est dès lors administrativement rattaché à l’oppidum d’Autricum (actuelle Chartres), au sein de la province de la Gallia Lugdunensis IV. L'invasion des Romains vers -52 av. J.-C. signifie le début de l'administration et des enregistrements écrits, bien que rares, en opposition avec la tradition orale des Gaulois.
À cette époque, le pagus se résume aux alentours de Blesis, alors cerné par de nombreux obstacles naturels : la forêt des Blémars à l'ouest, la Sylva longa à l'est, et la Secalaunia au sud, sans oublier le Liger qui le traverse. Blesis était ainsi une petite bourgade en développement autour d’une forteresse qu’ont bâtie les Romains, le Castrum Blesense, au sommet de l'éperon de l'actuel château. La ville, reliée au pays carnute par la plaine de la Belsa par la Via Iulius Caesaris (entre Autricum et Blesis), se situe alors au carrefour de la Via Turonensis (reliant Lutèce à Burdigala et Asseconia le long du Liger), de la Via Festi (entre Blesis et Avaricum), et de la voie Blois-Luynes à travers la Secalaunia (entre Blesis et Malliagense). Ironiquement, une communauté n'adhérant pas à l'Empire se constitue au niveau de Blesis, sur la rive gauche du Liger, à Vienna.
À Blesis, deux temples romains auraient siégé dans la ville : un dédié à Jupiter à l'emplacement de l'abbaye de Bourg-Moyen, et un second dédié à Mercure près de l'actuel lycée Robert-Badinter.

#### AuVesiècle: Blois sous les Bretons
En l’an 410, le chef breton Ivomadus aurait conquis les pagi de Blois et de Chartres en battant le consul en place, un certain Odo, probablement d’origine germanique. Il aurait ensuite instauré un état indépendant, le Royaume de Blois, au sein même de l’Empire, sous un Flavius Honorius déjà affaibli par les raids barbares à répétitions. Cette entité mal connue des historiens sembla rester indépendante près d’un siècle, en résistant à l’invasion du royaume wisigoth de Toulouse, mais fut finalement conquise par le roi franc Clovis, entre 481 et 491, ou en 497.

### Moyen Âge

#### DuVIeauXesiècle: Blois sous les Francs
Un premier comté franc est ainsi créé, mais très peu de traces sont parvenues aux historiens contemporains.
Les traces les plus notables remontent néanmoins au IXe siècle avec la création en 832 du titre de comte de Blois par le roi Louis Ier, dit le Pieux et fils de Charlemagne, en faveur de Guillaume d'Orléans, le Connétable. Faute de descendance, le comté passa aux mains des plus importants personnages de l'époque, dont Robert le Fort, les rois Robert Ier et Eudes, jusqu'à Hugues le Grand.
La ville a été saccagée par des raids vikings successivement en 854, en 856 (ou 857) ainsi qu'en 868 par les hommes d'Hasting.

#### DuXeauXIIIesiècle: Blois sous les comtes Thibaldiens
Le comté de Blois ne se distingue qu'au siècle suivant, lorsque Thibaud le Tricheur devient comte indépendant sous la suzeraineté de Hugues le Grand. Le nouveau commandement comtal incluant Blois, Chartres et Châteaudun.
Ses descendants, les « Thibaldiens », restèrent les seigneurs de la ville jusqu’à l’incorporation du comté de Blois au sein du domaine royal en 1397. La maison de Blois est entre-temps parvenue à hisser certains de ces membres ou de ces descendants dans les plus hautes strates de la noblesse européenne, en accédant notamment aux trônes de France, d’Angleterre, d’Espagne et de Portugal. Ainsi, Blois est au Moyen Âge le siège d’un puissant comté dont la dynastie possède également la Champagne avant de monter sur le trône de Navarre,.
En 1171, Blois est une des premières villes d’Europe à accuser ses juifs de crimes rituels à la suite de la disparition inexpliquée d’un enfant chrétien. Trente à trente-cinq juifs (sur une communauté d’environ 130 personnes) sont brûlés vifs le 26 mai 1171 (le 20 sivan 4931 du calendrier hébraïque) près des fourches patibulaires, par le comte Thibaut V de Blois. Cette accusation en entraîne d’autres à Pontoise, Joinville et Loches. Le martyre de Blois fait une impression considérable sur les contemporains. Outre deux récits en prose des évènements, des Seli’hot sont composées. Apprenant les tragiques évènements de Blois, Rabbenou Tam déclare le 20 sivan, jour de jeûne pour les juifs de France, de Grande-Bretagne et d’Allemagne.
À cette époque, le domaine religieux est important. Au XIIe siècle, cinq paroisses se distinguent :
- Dans le centre, l'abbaye Notre-Dame de Bourg-Moyen, aujourd'hui disparue[61],
- À l’est, l’église romane de Saint-Solenne[62].
- À l’ouest, à l’emplacement de l’église Saint-Nicolas, se trouvait l’église abbatiale de Saint-Laumer, également romane[62].
- Au nord, la paroisse Saint-Honoré et son église existaient en 1154. L’église est vendue en 1792 puis détruite. C’est maintenant la place Saint-Honoré[63].
- Au sud de la Loire se tient l’église Saint-Saturnin à l’emplacement de l’ancienne église romane de l’époque. Cette paroisse sur la rive gauche constitue cependant une part indépendante de Blois et ce, jusqu’en 1606.

De ces églises romanes, seuls subsistent quelques vestiges de Saint-Solenne (actuelle cathédrale Saint-Louis).
Parallèlement c’est l’essor des monastères, le monastère de Saint-Laumer dont l’église est citée plus haut et l’abbaye de Bourg-Moyen dont il ne reste rien (si ce n'est l'odonyme rue du Bourg Moyen). Ces deux fondations monastiques abritent des reliques et attirent ainsi des pèlerins.
La famille de Châtillon, qui prend la suite pendant plus d’un siècle, poursuit les chantiers religieux. En particulier, sous Jean Ier de Blois-Châtillon qui fait édifier vers 1238, au pied du château, l’église Saint-Martin-aux-Choux qui est détruite sous la Révolution. Jean Ier encourage aussi la venue des ordres mendiants. Il fonde en 1233 le couvent des Cordeliers qui était situé dans l’actuelle rue des Cordeliers et en 1273 le couvent des Jacobins où se trouve aujourd’hui le musée d’histoire naturelle.
C'est également à partir de la seconde moitié du XIIIe siècle que la ville s'entoure de murailles. Le rempart de Blois fut irrégulier et effectif durant trois siècles, jusqu'à la fin du XVIe siècle. N'en subsistent aujourd'hui que quelques tours (comme la tour Beauvoir ou la tour du Foix, notamment) et des odonymes (avec les rues Porte Côté, Porte Bastille, Porte Chartraine).

#### LesXIVeetXVesiècles: Blois au cœur de la Guerre de Cent Ans
La rivalité entre les comtes de Blois et d'Anjou, apparue à la fin du Xe siècle, sera déterminante lors de la guerre de Cent Ans. Entre 1356 et 1380, la ville est cernée par les Anglais et plus particulièrement le Prince Noir, fils du roi Édouard III qui descend des comtes d'Anjou, avec Bury et Fougères-sur-Bièvre occupées.

La France en 1429.

Néanmoins, en 1391, le comté de Blois est vendu par la famille de Châtillon, héritière directe de Thibaud Ier mais désormais criblée de dettes et sans descendance, en faveur de la famille royale, en l'occurrence le duc Louis Ier d'Orléans, fils cadet du roi Charles V le Sage (et cousin germain de Guy II de Blois-Châtillon). Blois arrive ainsi dans le domaine royal, et les ducs d'Orléans s'installent au château.
Fils du duc Louis Ier, Charles d'Orléans est néanmoins fait prisonnier en 1415 à la suite de la bataille d'Azincourt, et ne sera libéré qu'en 1444. Son intérim est assuré par son frère bâtard, Jean de Dunois, alors seigneur de Romorantin et de Millançay, qui protégea Blois alors que la ville était encerclée de nouveau par des Anglais. Il devient compagnon d'armes de Jeanne d’Arc, qui séjourne elle-même à Blois pour se ravitailler fin avril 1429,. Entre le 25 et 26 avril 1429, la Pucelle fit bénir son étendard au sein de la collégiale Saint-Sauveur. Une fois l'armée de 500 hommes arrivée telle que l'avait promis Charles VII, le 27 avril, Jeanne traversa le pont Saint-Louis avant d'aller libérer Orléans, alors occupée par les Anglais, depuis la rive gauche de la Loire.

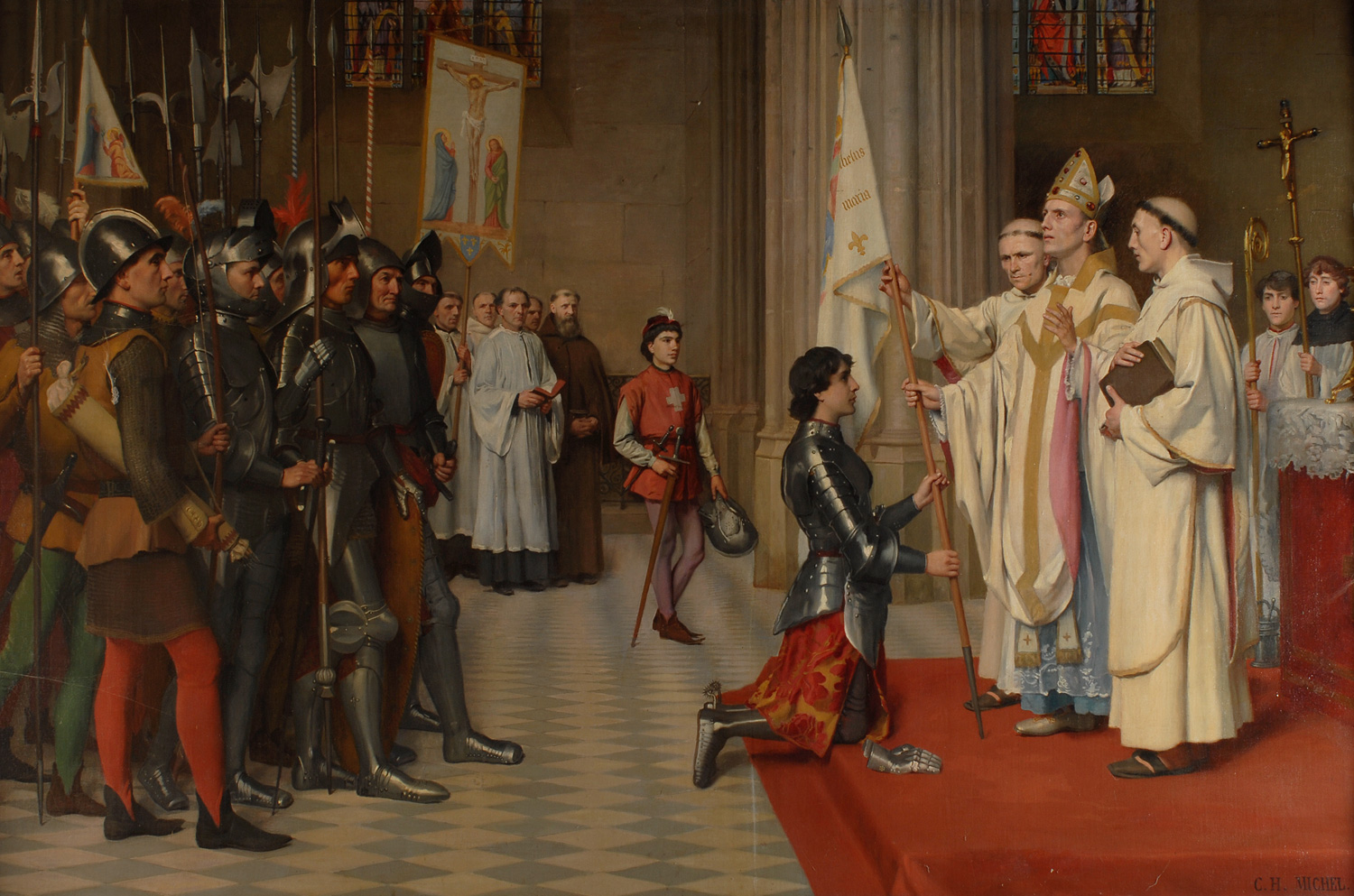
Jeanne d'Arc faisant bénir son étendard à Blois. Charles-Henri Michel, 1901, chapelle Saint-Calais du château de Blois.

À son retour, le duc-poète Charles s'est efforcé à réunir à Blois de nombreux artistes, rejetés dans leur ensemble de la cour de Louis XI.

### Époque moderne

#### DébutXVIesiècle: Blois, capitale de la Renaissance en France
En 1498, le roi Charles VIII meurt à Amboise. Le duc Louis II d’Orléans, petit-fils de Louis Ier, alors établi à Blois, se rend à Amboise et y est couronné roi sous le nom de Louis XII. Le roi blésois décide d’installer sa cour dans sa ville natale. Durant son règne, la ville se transforme durablement. L’aménagement du château intervient en pleine Renaissance, et des dizaines d’hôtels particuliers sont construits pour les Grands de la cour. L’un des plus ambitieux est peut-être l’hôtel d’Alluye (rue Saint-Honoré), reproduisant fidèlement un palais italien, édifié pour Florimond Robertet, ministre très important de Charles VIII, Louis XII puis François Ier.
En 1526, François Ier manifeste le désir de regagner Paris. En 1539, le déménagement des meubles et tapisseries du château de Blois confirme cette décision. Mais, au moment des guerres de religion, Catherine de Médicis et ses fils s’y réfugient pour tenter de restaurer le pouvoir royal affaibli.

#### FinXVIe- débutXVIIesiècle: Blois, ville au cœur des Guerres de religion
Le 4 juillet 1562, comme Beaugency, la ville de Blois, conquise par les protestants quelque temps auparavant, est prise et pillée, mais par les catholiques du maréchal de Saint-André, et, tout comme à Beaugency, les femmes sont violées.
Le 7 février 1568, les protestants du capitaine Boucard pillent et incendient la ville, violant et tuant les catholiques. Des cordeliers sont jetés dans le puits de leur couvent. Les églises sont ruinées.

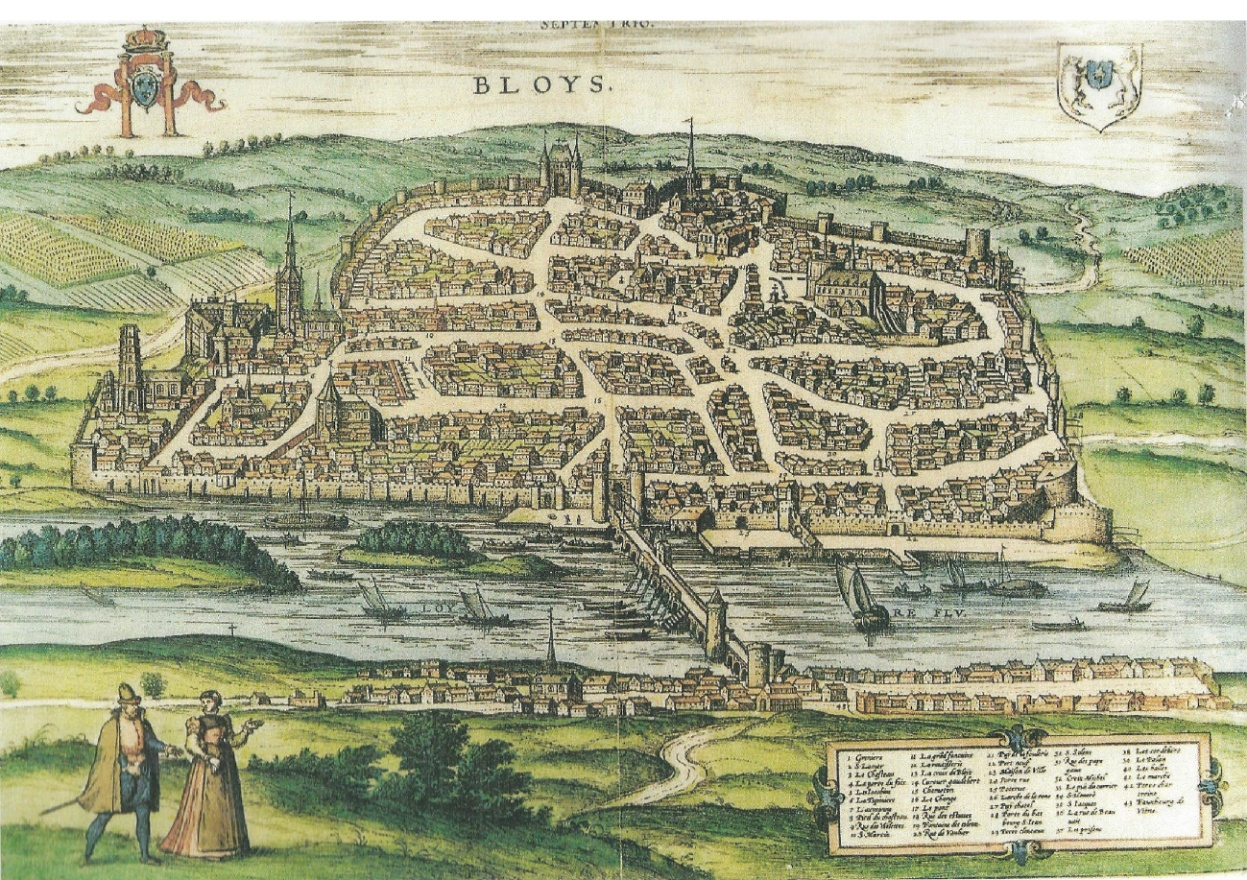
Vue cavalière de la ville de Blois par François de Belleforest (1575).

Les États généraux de 1588-1589 se réunissent à Blois, où le roi Henri III s’est réfugié à la suite de la journée des Barricades (1588). Le 23 décembre 1588, Henri III fait assassiner le duc de Guise en son château de Blois. Et le lendemain, son frère, le cardinal de Guise subit le même sort.

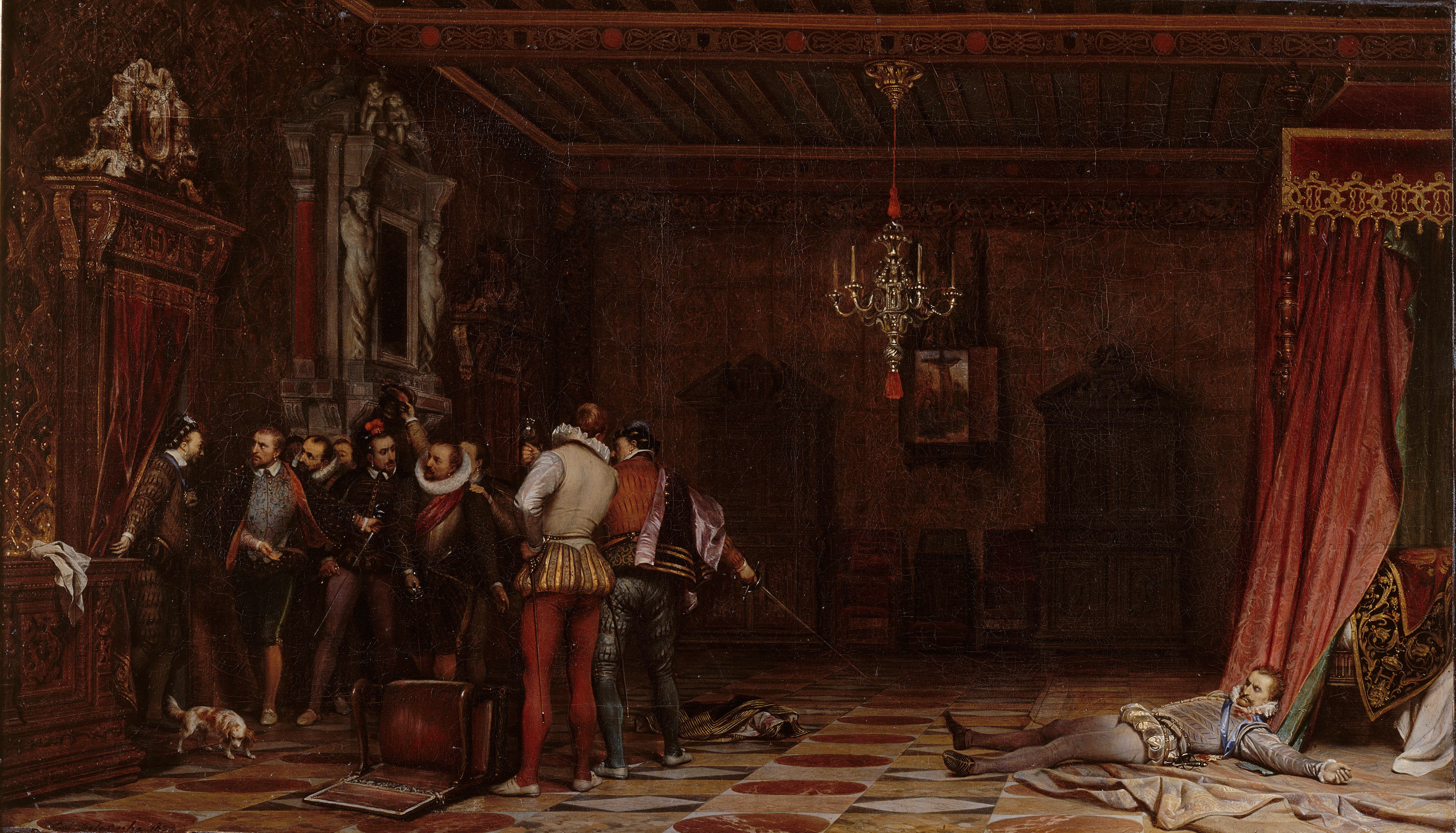
L'Assassinat du duc de Guise, par Paul Delaroche (1834), musée Condé.

Après le départ des rois vers Paris, Blois perd son caractère de résidence royale, avec le faste et l’activité économique qui accompagnait la Cour. Henri IV transfère à Fontainebleau la riche bibliothèque blésoise.
Après avoir servi de résidence royale, Blois sert de lieu d’exil pour les membres indésirables de la famille royale. En 1617, Louis XIII décide d’exercer le pouvoir royal et il exile sa mère, Marie de Médicis, à Blois. Dans le domaine religieux, la Contre-Réforme installe à Blois l’ordre des Jésuites en 1622 qui font bâtir une chapelle Saint-Louis devenue aujourd’hui l’église Saint-Vincent de Paul de Blois.

#### Mi-XVIIesiècle: Blois, havre pour les artistes et les artisans

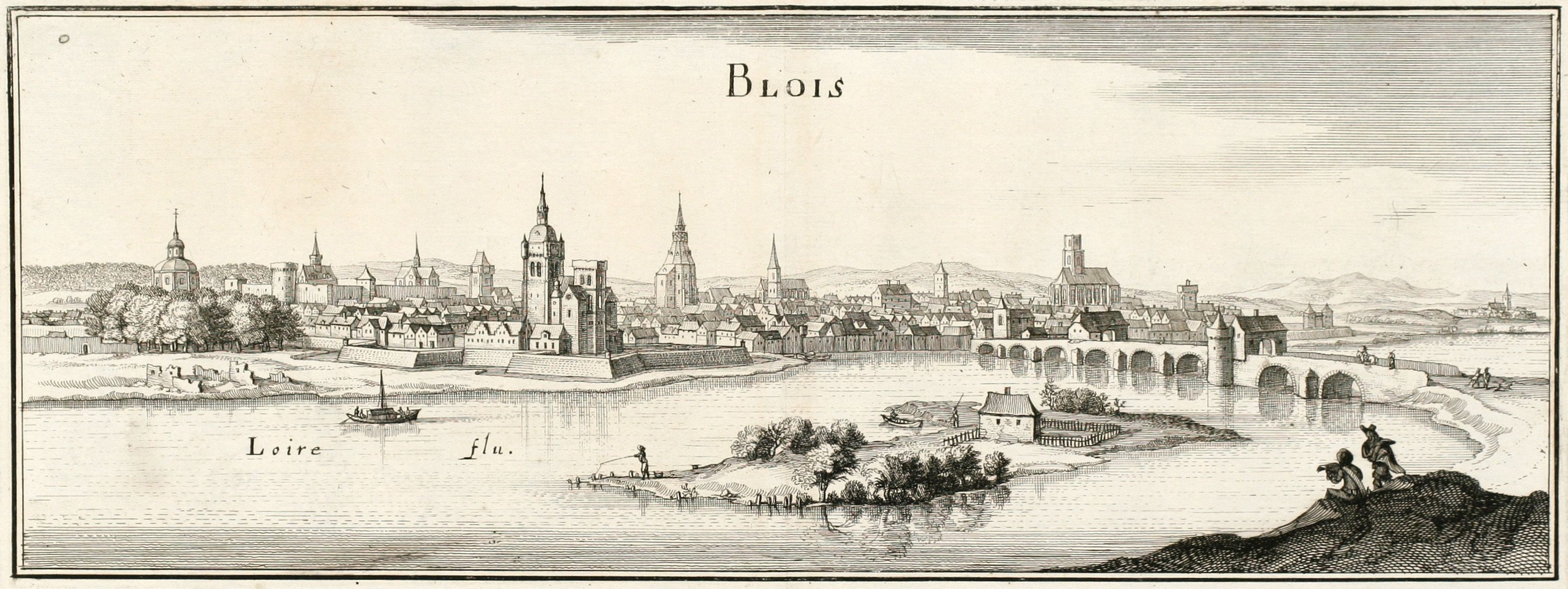
Vue de la ville de Blois en 1657 par

Puis, en 1634, Louis XIII exile à Blois son frère Gaston d’Orléans qui s’attache à la ville. Il fonde en 1657 l’Hôpital général ou "hospice de Vienne" qui au cours du XIXe siècle prend sa forme actuelle, la maison de retraite Gaston d’Orléans. Il finance aussi en partie la reconstruction de l’Hôtel-Dieu et reste à Blois jusqu’à sa mort.

Entre-temps, Blois devient célèbre par les nombreux artisans, notamment des horlogers et des orfèvres, qui y exercent leur activité. Alexandre Péan, affirmant que : « Blois, sous les Valois, était un centre actif d’industrie tel, et plus encore peut-être, que sont aujourd’hui Genève et Besançon », cite Georges Touchard-Lafosse : 

« L’horlogerie […] y entretenait une grande source de richesses : nous ne savons quel était, du temps de Gaston d’Orléans (1608-1660), le nombre des horlogers fabricants établis dans cette ville [47 en 1639, selon la note de bas de page] -- mais en 1670 on y en comptait encore 38 ayant le titre de maître, ce qui donne lieu de supposer que les ouvriers attachés à leurs fabriques étaient nombreux... Dans un temps où la présence des grands contribuait si puissamment à donner l’essor à la vie sociale, on la voyait dépérir aux lieux où ces personnages éminents par la naissance l’avaient fécondée, dès qu’ils ’en éloignaient. Blois, sous le duc d’Orléans, avait recouvré, en grande partie, les prospérités dues jadis à la cour de Louis XII ; mais quand Gaston eut cessé de vivre, la presque totalité des nobles, des savants, des artistes qui environnaient ce prince, quittèrent la ville pour se rapprocher de Saint-Germain. […] L’industrie blésoise et le commerce qu’elle alimentait déclinèrent de nouveau... Enfin parut la révocation de l’édit de Nantes, qui leur porta le dernier coup...
En 1686, c’est-à-dire dans l’année qui suivit, il n’y avait plus à Blois que 17 maîtres en horlogerie. Au moment où nous écrivons, on compte, sur cet ancien foyer d’une importante fabrication, 7 à marchands de montres et de pendules, et dont pas un seul ne fabrique le moindre objet. »

Péan cite aussi l'Histoire de Blois (1846), d’Alexandre Dupré (1815-1896) et Louis-Catherine Bergevin plus loin :

« Les séjours fréquents de la Cour à Blois donnèrent au commerce de cette ville un éclat passager. Cette influence se fit particulièrement sentir sur les arts de luxe. L’horlogerie fut cultivée avec succès dans la ville et aux environs ; les beaux courages des Cuper, des Lemeindre, des Chaisnon, des Mâcé, des Robert, jouissaient d’une réputation européenne. -- Aux XVIe et XVIIe siècles, les pièces d’horlogerie et d’émaillerie faisaient partie des présents de ville destinés aux princes et aux seigneurs qui venaient à Blois. Ainsi, en 1645, les échevins furent autorisés à faire confectionner, par le sieur Morlière, une monstre à boiste avec des émailles à personnages et figures, pour donner à Madame la Duchesse d’Orléans, épouse de Gaston. Le choix de ces objets prouve que leur fabrication constituait alors une branche florissante d’industrie, et qu’ils figuraient avec honneur parmi les produits de la localité.
[...] À l’époque de la révocation de l’Édit de Nantes (1685), plusieurs familles protestantes quittèrent la ville de Blois et sortirent du royaume pour exercer librement leur religion. D’autres restèrent en abjurant : tels furent les Baschet, les Baignoux, les Cuper, dont les descendants habitent encore la cité où leurs père professaient le calvinisme. [...] »

Péan cite enfin l’Abrégé de l’Histoire de Blois de Louis de La Saussaye : « L’horlogerie, au point où elle était arrivée à Blois au XVIIe siècle, peut être considérée comme du domaine de l’art, et que la famille Cuper y tint un rang honorable pendant plus de trois siècles. »
Une liste d’horlogers (et orfèvres) mentionne un certain nombre de familles blésoises souvent liées par mariages, certains membres passant d’une profession à l’autre (voir plus bas : Personnalités liées à la commune, Artisans). Autour de leurs ateliers devaient également se regrouper d’autres métiers : peintres miniaturistes pour orner les boîtiers de montres, émailleurs, etc. Par ailleurs, il existe toujours une rue des Orfèvres dans le centre de Blois.

#### FinXVIIe-XVIIIesiècle: Blois sous l'Ancien régime
Après la mort de Gaston d’Orléans en 1660, le château de Blois, dépouillé par Louis XIV, est quant à lui laissé à l’abandon, au point que Louis XVI envisage de le détruire en 1788. Il est sauvé par l'installation dans ses murs du régiment Royal-Comtois.
C'est sous le règne de Louis XIV que Blois devient un évêché. David Nicolas de Bertier, premier évêque de Blois, choisit comme future cathédrale l'église Sainte-Solenne détruite par une tempête et qui vient d'être reconstruite grâce à l'intervention de Marie Charron, originaire de Blois et femme de Jean-Baptiste Colbert. À proximité de la cathédrale achevée en 1700, le nouvel évêque installe un palais épiscopal, dont l'architecte est Jacques Gabriel, sur un coteau qui surplombe la Loire. L’aménagement des jardins en terrasse commence après 1703 et dure près de cinquante ans. Les jardins sont ouverts au public en 1791 sous l'égide de l'Abbé Henri Grégoire, évêque constitutionnel de Blois.
Dans la nuit du 6 au 7 février 1716, le pont médiéval cède sous la pression d'une débâcle du fleuve. La construction d'un nouvel édifice est commandée dès l'été suivant par le duc Philippe d'Orléans à son frère Louis XIV. L'ouvrage fut réalisé par l'architecte de la cour, Jacques Gabriel. Le pont qui porte depuis son nom fut inauguré en 1724.

### Époque contemporaine

#### Blois sous la Révolution et le Premier Empire
En dépit d'une importante crue de la Loire à l'aube de la Révolution, en janvier 1789, qui a notamment contribué à une perte des récoltes cette année-là, Blois a relativement peu contribué aux événements menant à la prise de la Bastille en juillet 1789. L'abbé Grégoire, représentant blésois du clergé lors du serment du Jeu de Paume, contribua néanmoins à la première abolition de l'esclavage dans les colonies françaises et sur le territoire métropolitain, mais Napoléon Bonaparte finira par l'abroger en 1802.

L'Orléanais dans ses limites du XVIIIe siècle - dont Blois faisait partie - et les communes et départements actuels.

En 1790, la province de l'Orléanais est démantelée et le département de Loir-et-Cher est créé, avec Blois comme chef-lieu.
En 1792 et 1793, les Révolutionnaires votent la destruction des emblèmes royaux au château et sur les autres monuments, comme l'ancien hôtel de ville, ainsi que de cinq églises (à savoir l'église Saint-Martin-aux-Choux, la collégiale Saint-Sauveur, l'ancienne église Saint-Nicolas, l'église Saint-Lubin et la paroisse Saint-Honoré).
L'historien Louis de La Saussaye rapporte que les platanes de l'actuel mail Pierre Sudreau ont été plantés à cette période, en 1797, en remplacement d'ormeaux abattus en 1793.
En 1814, l'impératrice, Marie-Louise d’Autriche, se réfugie à Blois au moment de sa deuxième régence.

#### XIXesiècle: Blois et la révolution industrielle
Le XIXe siècle est le temps de la modernité pour la ville de Blois. Tout d’abord, le chemin de fer arrive en 1846 sur le plateau avec l’ouverture de la ligne Paris-Orléans-Tours dont la gare de Blois est un des arrêts.
C’est aussi le temps de l’urbanisme grâce aux travaux qui sont effectués entre 1850 et 1870 sous les mandats successifs du maire, Eugène Riffault, un ami du baron Haussmann de Paris. Il fait relier, par un boulevard portant son nom, la ville haute moderne avec la préfecture, le palais de justice, la halle aux grains et la ville basse, médiévale. Il fait aussi relier le quartier haut de la gare et de l’usine Poulain, et le quartier bas des quais de la Loire par le boulevard de l’Est aujourd’hui le boulevard Daniel Dupuis.
Il ouvre aussi une grande rue dans l’axe du pont Jacques-Gabriel, prolongée par un escalier monumental, anciennement rue du Prince Impérial aujourd’hui la rue Denis-Papin qui relie également avec son escalier la ville du haut et celle du bas. Des travaux de restauration sont entrepris sur le château. Le renforcement et la construction de digues sont également effectués afin de protéger la ville contre les crues de la Loire.
Entre-temps, la ville basse affronte justement les trois plus importantes crues de la Loire, en 1846, en 1856 (la pire), et en 1866. Sont ainsi inondés le centre-ville et le quartiers Saint-Jean et Vienne, ainsi que le déversoir de la Bouillie. Depuis la Révolution de 1789, un limnimètre gravé sur un mur de la digue au bord du pont retrace les plus grandes crues.
C’est aussi le temps de l’industrialisation avec l’installation en 1862 par Victor-Auguste Poulain de sa chocolaterie, stratégiquement située près de la gare.

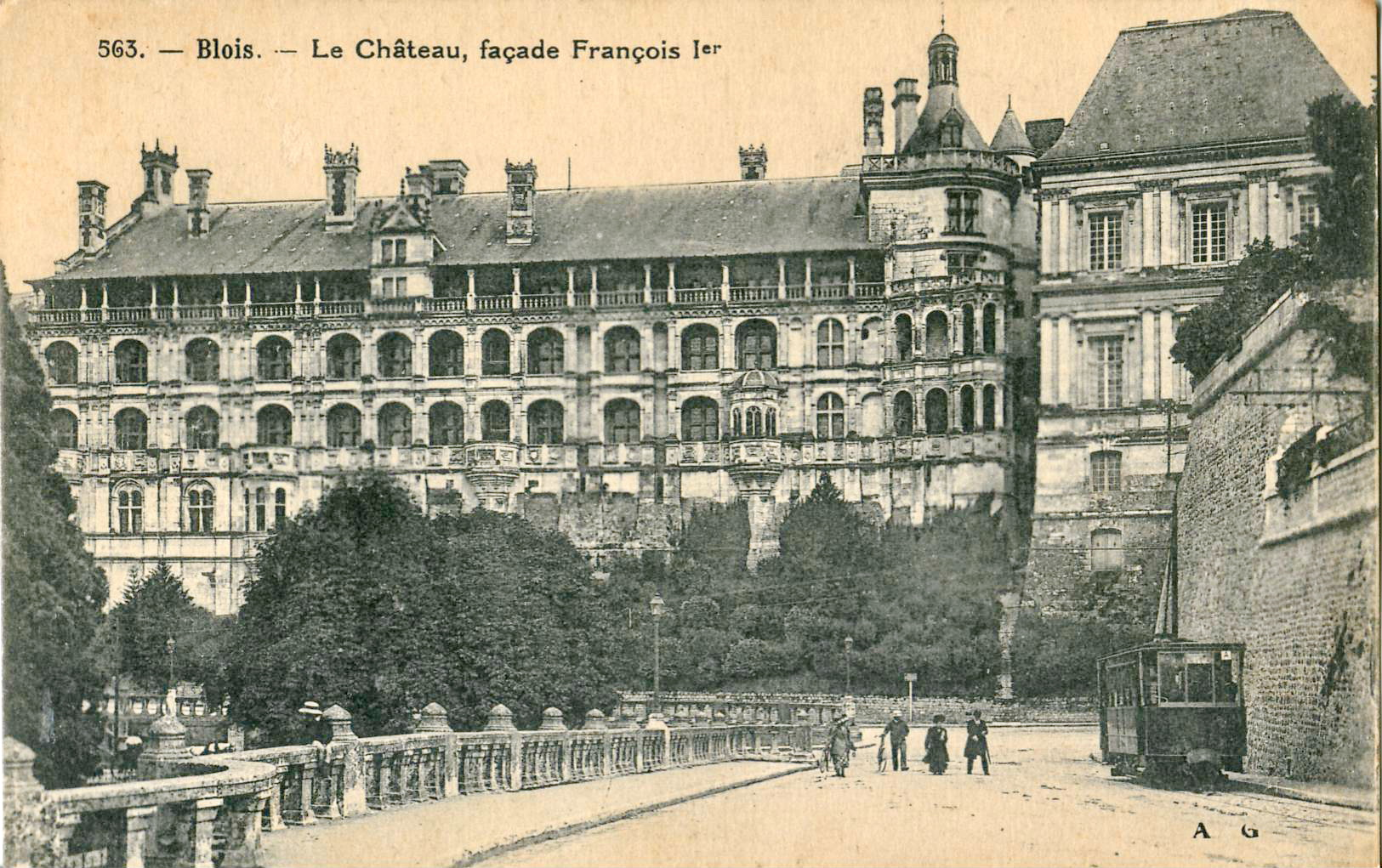
Une rame du tramway de Blois devant le château, au début du XXe siècle.

Enfin, le XIXe siècle marque la fin de la navigation commerciale sur la Loire, qui s'était jusque là bien développé, notamment à la Creusille, trop férocement concurrencée par le chemin de fer.

#### Blois dans la guerre de 1870
Le 28 janvier 1871 a lieu le combat du faubourg de Vienne: le lieutenant Georges de Villebois-Mareuil libère la ville occupée par les Prussiens depuis le 13 décembre 1870. Un monument commémoratif situé avenue Wilson au départ de la levée des Acacias rappelle l’assaut du faubourg de Vienne des généraux Pourcet et Chabron. Il porte une plaque en bronze gravée par Oscar Roty avec l’inscription PATRIA NON IMMEMOR « La Patrie n’oublie pas ». Deux odonymes locaux (rue et impasse du 28-Janvier) rappellent également cet événement.

#### Blois à la Belle Époque
Entre 1910 et 1933, la ville de Blois se munit d'un réseau de 5 lignes de tramway qui complète généreusement les réseaux départementaux déjà existants : le TLC et le TELC.

#### Blois pendant l'Entre-deux-guerres
Entre 1932 et 1939, la basilique Notre-Dame-de-la-Trinité est construite en béton digne des basiliques américaines.
Entre le 29 janvier 1939 et le 8 février 1939, plus de 3 100 réfugiés espagnols, fuyant l’effondrement de la république espagnole devant Franco, arrivent en Loir-et-Cher. Devant l’insuffisance des structures d’accueil (les haras de Selles-sur-Cher sont notamment utilisés), 47 villages sont mis à contribution, dont Blois (ils sont logés aux Grouëts, à l’extérieur de la ville). Les réfugiés, essentiellement des femmes et des enfants, sont soumis à une quarantaine stricte, vaccinés, le courrier est limité, le ravitaillement, s’il est peu varié et cuisiné à la française, est cependant assuré. Au printemps et à l’été, les réfugiés sont regroupés à Bois-Brûlé (commune de Boisseau).

#### Blois pendant la Seconde Guerre mondiale
Au début de la Seconde Guerre mondiale, la ville voit d'abord traverser une foule de réfugiés fuyant les territoires envahis depuis le 10 mai 1940 par l'Allemagne nazie, dans le Nord-Ouest de la France. Les Blésoises et enfants de moins de 13 ans sont à leur tour appelés à évacuer à partir du 14 juin au soir (l'arrêté municipal ayant été placardé à 23 h). Les premiers obus ont été tirés sur la rive droite dès le 15 à 2 h du matin : la gare a été visée mais c'est le cimetière et les bâtiments voisins qui sont principalement touchés. La journée du 15 a vu passer une ultime foule de réfugiés, venus pour la plupart d'Orléans, déjà sous le joug nazi, et auxquels se joignent de nombreuses familles blésoises. Les abords ouest du pont, en Vienne, sont touchés le 16 au matin, tout comme la maison du maire, Émile Laurens, qui succombe dans l'après-midi. La gare est de nouveau frappée, alors même qu'un train de réfugiés est à quai. Le 17, les bombardements reprennent avec la destruction de l'hôtel de ville. Pour ralentir l’avancée des Nazis,, qui pénètrent dans la ville le soir-même, la 10e arche du pont Jacques-Gabriel est détruite le lendemain vers midi à l'initiative des Blésois,. Le 19, des échanges de tirs ont lieu entre les deux rives, et les forces françaises, alors en Vienne, touchent plusieurs monuments, dont la Préfecture, le Tribunal ainsi que l'escalier Denis-Papin. Le 20, deux jours après la conquête de la rive droite (et l'appel de De Gaulle), les soldats sont cependant contraints d'abandonner Blois-Vienne et de se replier plus au sud, à Montrichard (Romorantin étant déjà tombée aux mains des Nazis). Le 21, tous les Blésois valides présents en ville sont réquisitionnés à la kommandantur, alors située en centre-ville (3, rue Porte-Côté), afin de rétablir l'état des routes de l'agglomération. Le 22 est signé l'armistice qui place l'État Français à la solde du Troisième Reich et Blois au nord de la ligne de démarcation. Parmi les soldats français prisonniers, les Nazis fusillent 6 soldats coloniaux. Ces derniers furent inhumés par les locaux dans le cimetière de Vienne.
Les bombardements allemands pour prendre la ville entre le 15 et le 18 juin 1940 font de nombreux dégâts. Outre les bâtiments déjà mentionnés, on demande la démolition des hôtels d'Amboise et d'Épernon pour protéger le château de l'incendie qui consume toute la ville basse autour de la place Louis XII.
Entre juin 1944 et août 1944, les bombardements anglo-américains font de nombreuses destructions, notamment le viaduc ferroviaire des Noëls de la ligne Blois-Romorantin le 11 juin et le pont Jacques-Gabriel le 27. Le front allemand de Normandie n'est cependant percé qu'une fois Rennes libérée le 5 août, puis Le Mans le 8. C'est alors que la Gestapo déplace sa kommandantur de Blois à Cellettes, plus au sud. Leur absence facilita l'évasion de 183 détenus à la prison de Blois, grâce à l'audace du groupe du lieutenant Godineau, puis la réunion des différentes milices de résistants sous le commandement du colonel Valin de la Vaissière. Le 15, un convoi américain tente d'entrer dans la ville par la forêt de Blois, mais ils sont repoussés par les Allemands ; à défaut de la cité des Rois, les Alliés remontent à Vendôme pour libérer Orléans d'abord. Les quelque 500 résistants blésois n'ont plus la patience d'attendre qu'on les libère et passent à l'offensive.
Les combats de la Résistance pour reprendre la ville aux Allemands ont aussi occasionné des dommages. Le 16 août 1944, le centre-ville est libéré mais les derniers Nazis détruisent les trois arches centrales du pont pour protéger leur retraite sur la rive gauche. Les échanges de tirs entre les deux rives sont incessants pendant deux semaines. Blois-Vienne finit libérée le 1er septembre 1944 au matin.
Au sortir de la guerre, de nouvelles élections municipales sont organisées à l'échelle nationale. Les Blésois élurent l'ancien directeur d'école Charles Ruche comme maire, à une semaine des capitulations allemandes.
Au total, on compte à Blois 230 victimes et 1 522 immeubles de la ville ont été détruits ou endommagés pendant la Seconde Guerre mondiale.

#### Seconde moitié duXXesiècle: Blois, reconstruite et agrandie
Pour la Reconstruction à Blois, on peut parler d’un style propre marqué par des caractéristiques régionales, ce qui n’est pas le cas général des autres villes. Une certaine variété des constructions est encouragée dans les quartiers anciens pour une meilleure intégration.
Par exemple, le pont Jacques-Gabriel est le seul exemple de reconstruction d'après-guerre à l’identique, et est rouvert à la circulation en décembre 1948.
En 1959 est lancée la construction d’un grand ensemble connu sous l’acronyme ZUP. Aujourd’hui, la ZUP des quartiers nord fait l’objet d’un projet de rénovation urbaine impliquant des destructions, réhabilitations, résidentialisations et constructions.

#### DébutXXIesiècle: Blois de nos jours
En 2007 s’est achevé la mise en zone piétonnière du centre ville et le pavage de certaines rues. Depuis lors, l'actuel maire réalise un projet de rénovation et de relance du centre ville, avec comme première phase au milieu des années 2010 la construction d’une passerelle surplombant les voies ferroviaires à la gare, et les alentours du pont Jacques-Gabriel qui ont été réaménagés, de la rue Denis-Papin à l'avenue du Président-Wilson. Ensuite est venue dans les années 2020 la reconstruction complète du quartier gare, l'aménagement de la place Victor-Hugo autour de l'église Saint-Vincent et le remaniement de la rue du Bourg-Neuf, créant ainsi un lien entre le centre historique et la place de la République, sur laquelle se trouvent de nombreuses infrastructures telles que le cinéma Les Lobis, la Halle aux Grains, et où se déroulent des manifestations culturelles (les Rendez-vous de l'Histoire, la foire au vins…).

## Culture locale et patrimoine

### Lieux et monuments
Blois est classée Ville d’art et d’histoire.

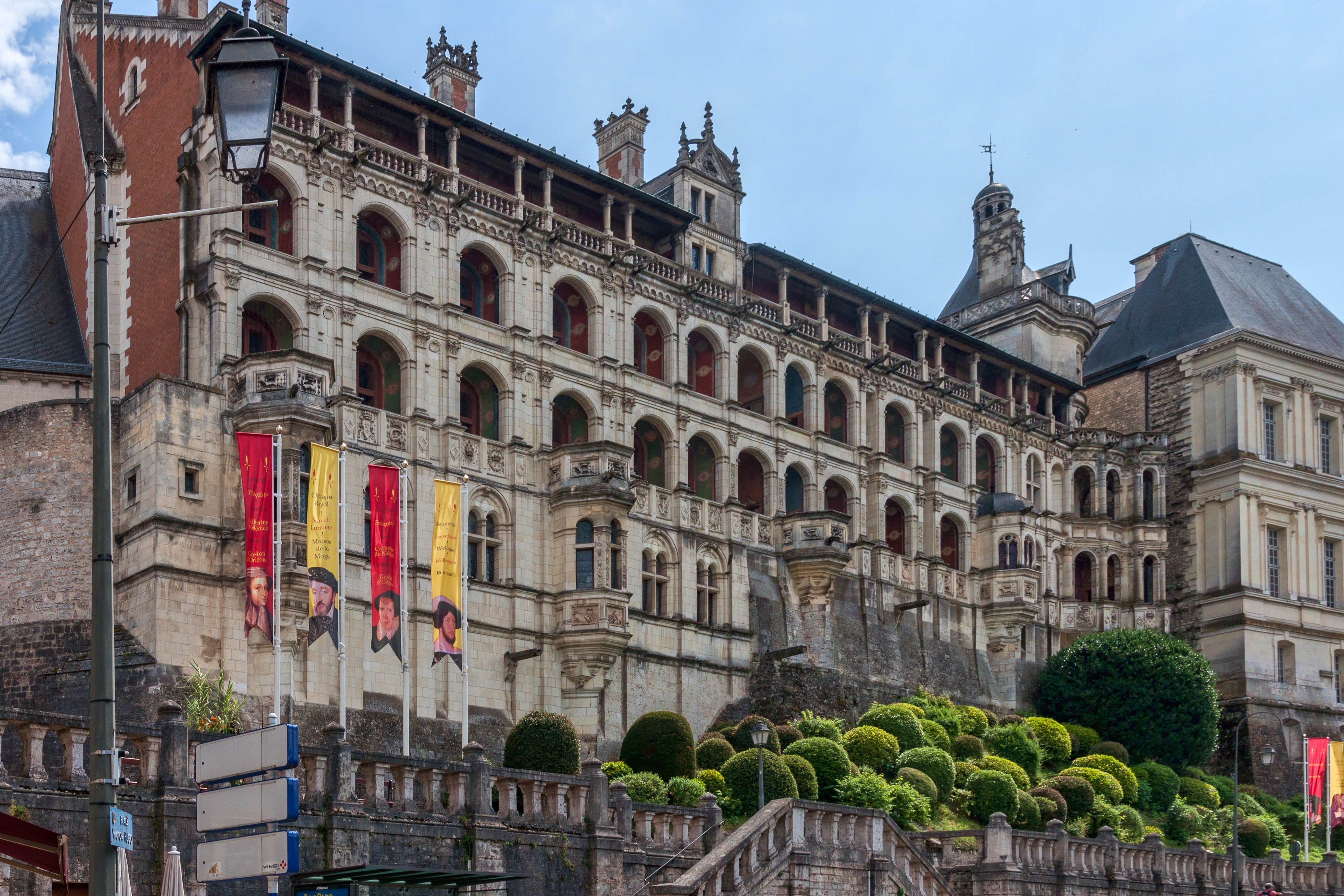
Château de Blois, aile François Ier, façade des Loges, place Victor-Hugo.
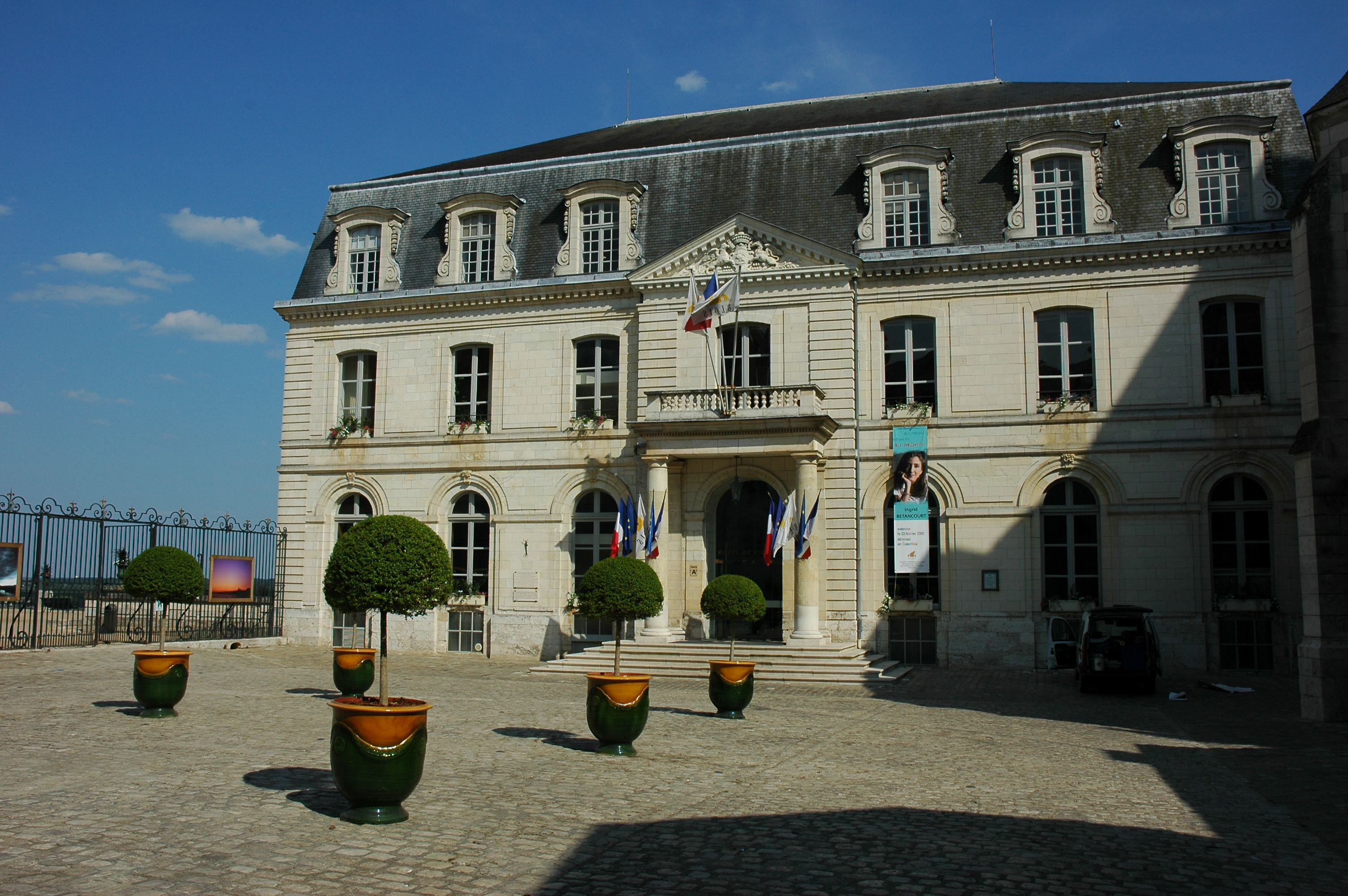
Hôtel de ville.
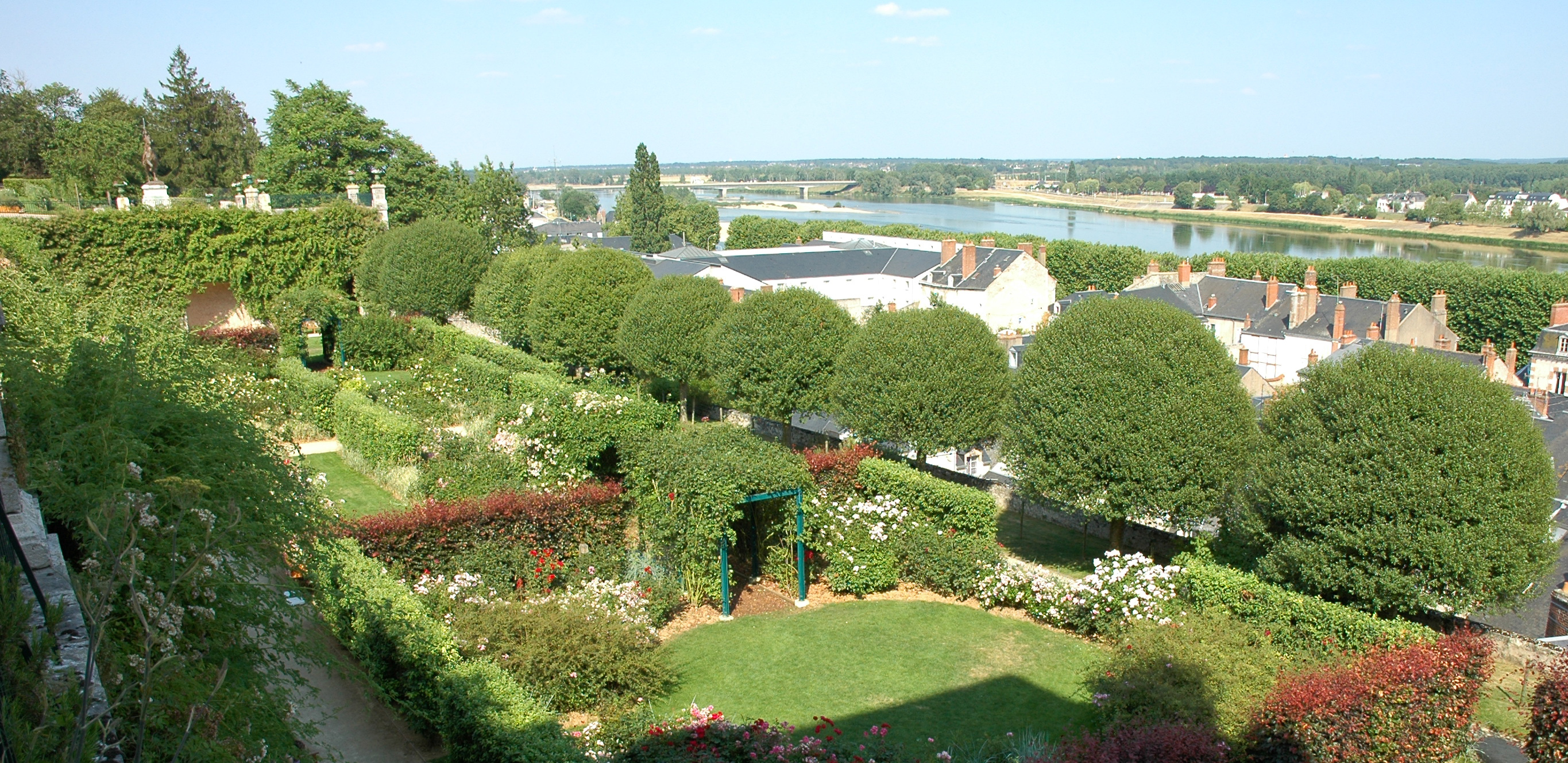
Jardins de l'Évêché.
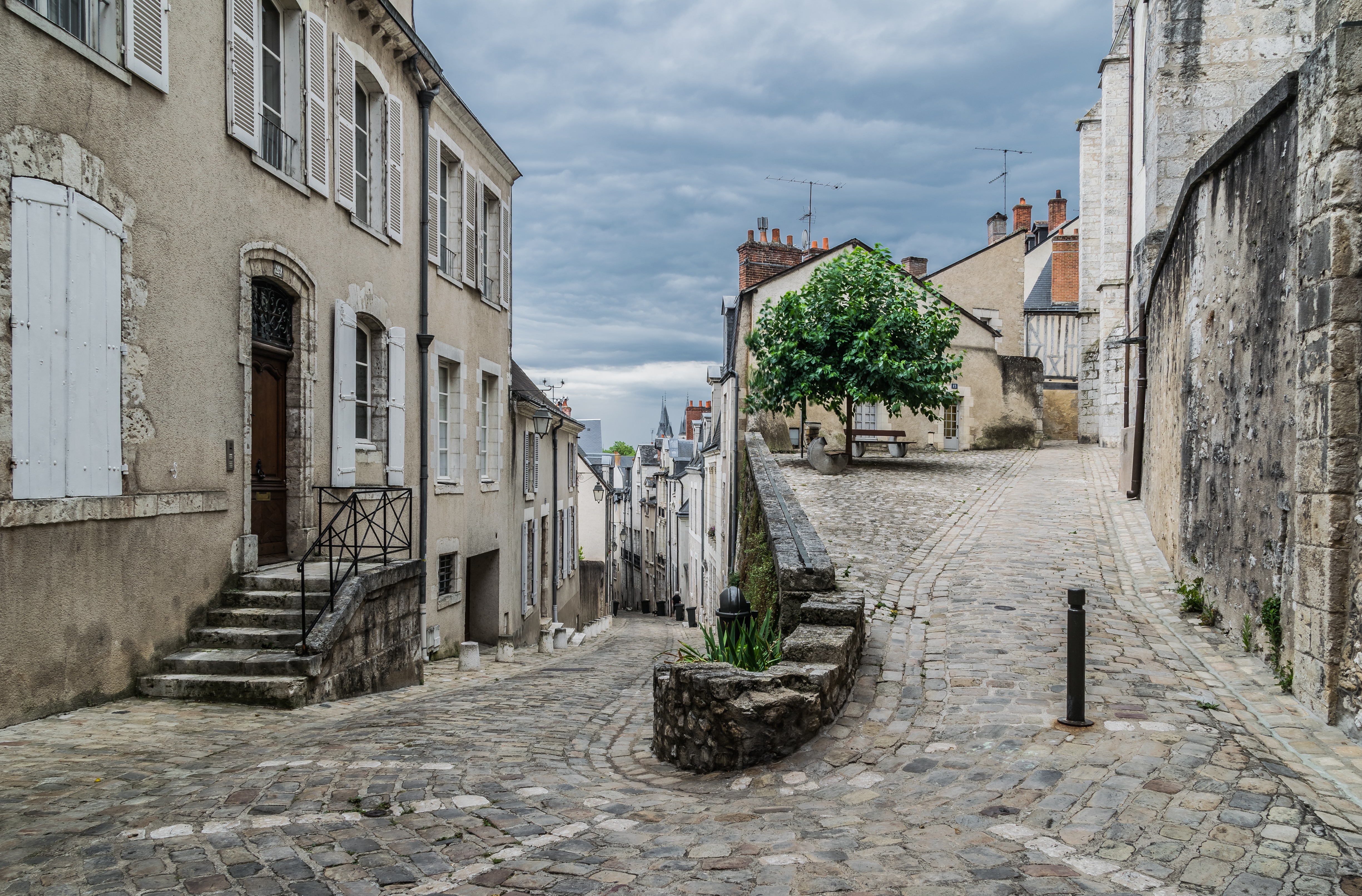
Les rues des Papegaults et du Petit Degres Saint-Louis, juillet 2018.

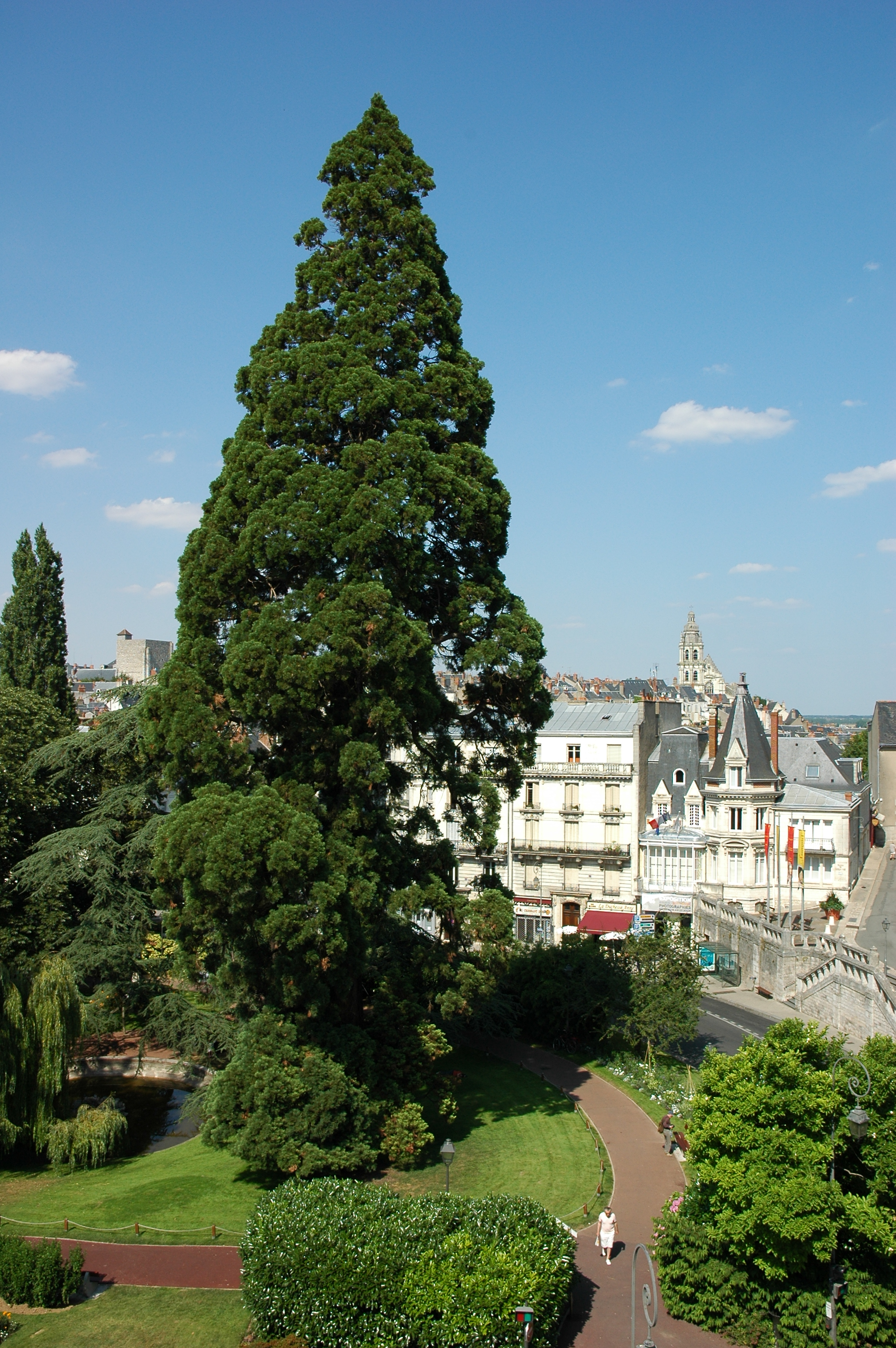
Square Victor-Hugo.

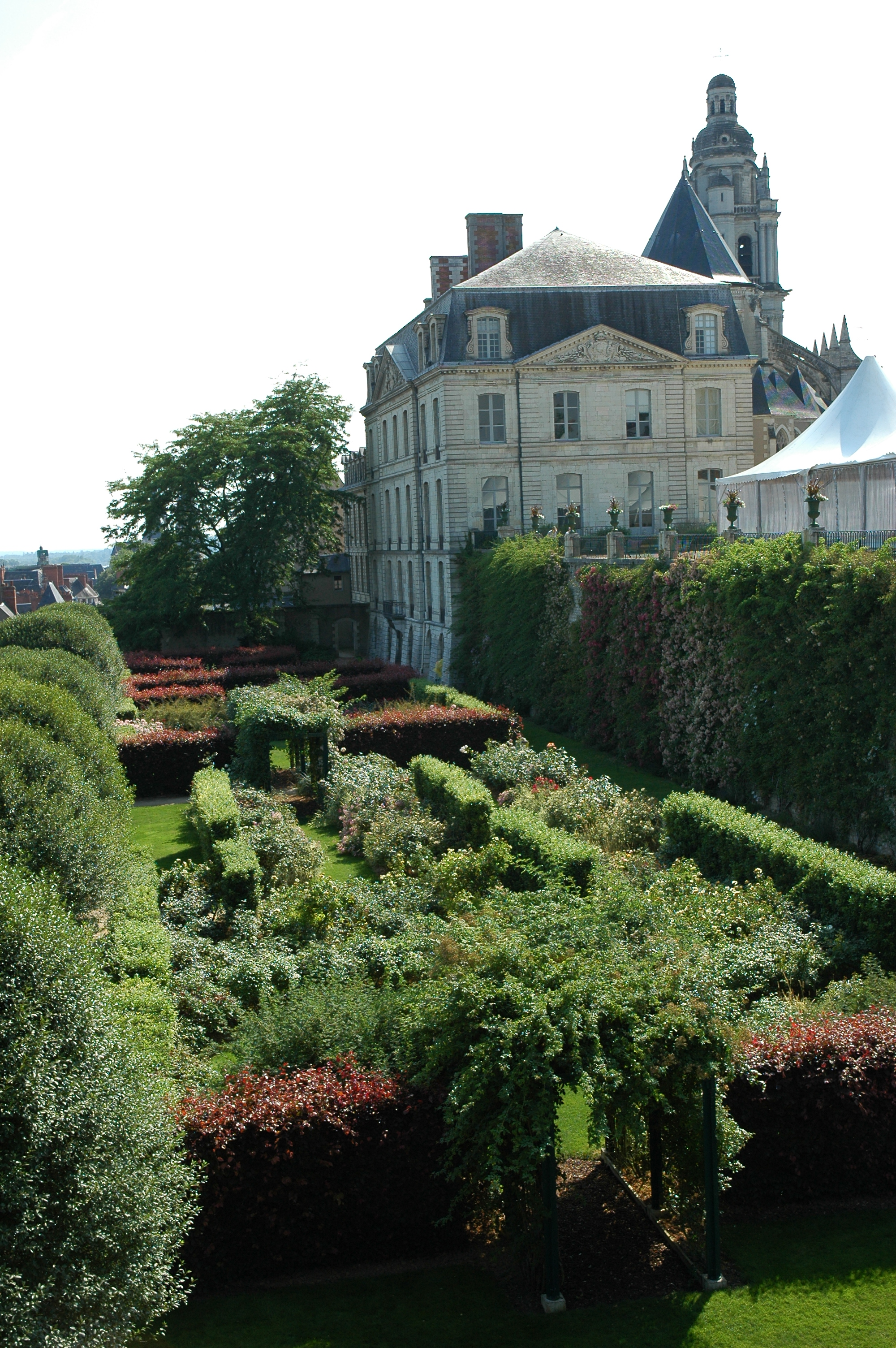
Les jardins de l’Évêché, l’hôtel de ville et la cathédrale.

Autour du château se trouvent différents points d’attrait :
- la place du Château est l’ancienne avant-cour du château, jadis entourée de maisons de dignitaires de la cour (détruites par les bombardements américains visant le pont). Du côté sud, les jardins offrent une belle vue sur les toits de la ville ;
- la maison de la magie avec ses dragons, en hommage au magicien mondialement connu Jean-Eugène Robert-Houdin, natif de Blois ;
- la rue de la Voûte-du-Château marque l’emplacement de la porte principale de la forteresse médiévale, protégée par une tour située entre la salle des États et le pignon de l’aile François Ier ;
- le jardin des Lices (aussi appelé jardin des Lys en référence à l’emblème royal), créé en 1992 par Gilles Clément, occupe une partie des anciens jardins royaux créés par Louis XII au début du XVIe siècle. Ses parterres évoquent un jardin clos de la Renaissance. Il offre une belle vue sur la façade des Loges (1520) et sur la ville, avec l’église Saint-Vincent (XVIIe siècle) dans le square Victor-Hugo, et le pavillon d’Anne de Bretagne (1500), qui fut le belvédère des anciens jardins royaux ;
- la gare de Blois ;
- l’ancienne Chocolaterie Poulain (et notamment l’usine de La Villette, et la demeure patronale, le « Château Poulain ») inscrite partiellement aux monuments historiques le 24 novembre 1997[114] ;
- la place des Lices offre une vue étendue sur la vallée de la Loire et l’église Saint-Nicolas ;
- la rampe des fossés du château permet d’admirer la façade extérieure de l’aile Gaston d’Orléans (1635-38), œuvre de François Mansart ;
- les fortifications de la ville et du château, inscrites aux monuments historiques le 6 novembre 1942[115] ;
- en contrebas, la fontaine Louis XII, classée aux monuments historiques par la liste de 1840[116] ;
- des maisons de la fin du XVe et du début du XVIe siècle, en bois ou en pierre, longent la rue Saint-Lubin, ainsi que des boutiques d’antiquaires, des libraires et des restaurants. La maison, 38, rue Saint-Lubin est inscrite aux monuments historiques le 25 novembre 1946[117] ; celle du 36, rue Saint-Lubin également[118] ;
- l’ancien Hôtel-Dieu, inscrit aux monuments historiques le 25 novembre 1946[119].

Sur le coteau est de la ville, se trouvent :
- les escaliers Denis-Papin, est l'extrémité d'un axe rectiligne formé par la rue Denis-Papin, le vieux pont, l'avenue du président Wilson, et le prolongement de cette route passant par Saint-Gervais-la-Forêt jusqu'à Cour-Cheverny ;
- la cour actuelle de l’hôtel de ville est celle de l’ancien palais des évêques de Blois, construit en 1700 par Jacques V Gabriel. Il est classé aux monuments historiques le 25 juin 1930[120] ;

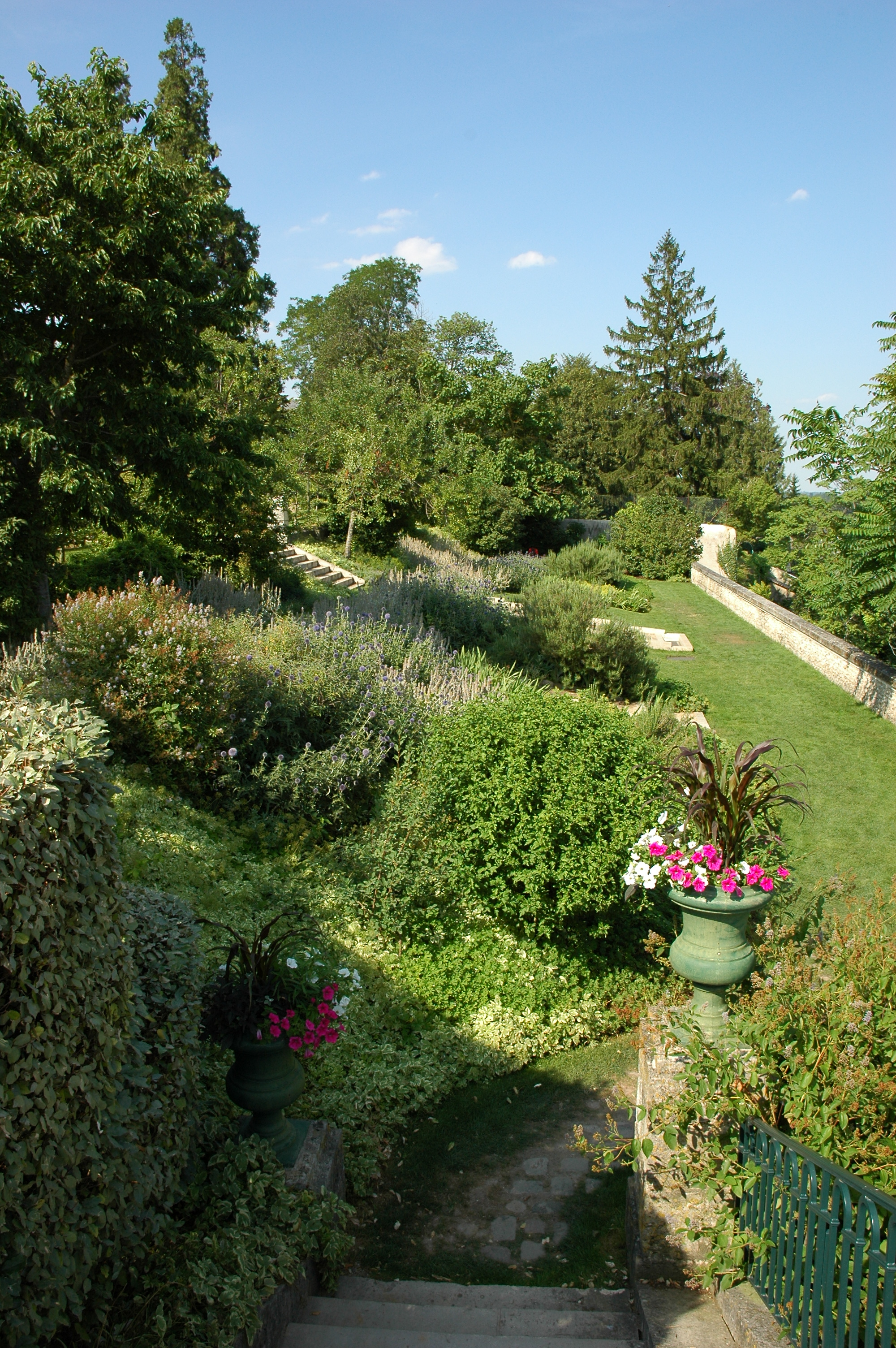
Jardins de l’Évêché.

- les jardins de l’Évêché en terrasse dominent la vallée de la Loire et offrent une vue étendue sur la ville. La terrasse basse, aménagée en roseraie, contient des centaines de variétés rares. Des fouilles effectuées en 2010 ont mis au jour un ancien cimetière dont l’origine exacte est inconnue ;
- le jardin des plantes médicinales, créé en 1981 ;
- le Palais de justice est inscrit aux monuments historiques le 14 décembre 1977[121], le même jour que la préfecture de Loir-et-Cher, dans l’ancien couvent de la Visitation[122] ;
- la halle aux grains inscrite aux monuments historiques le 3 juin 1982[123] ;
- l’ancien collège des Jésuites, lié à l'histoire de la cité scolaire Robert-Badinter, inscrit aux monuments historiques le 31 mai 1928[124] ;
- l’ancien haras national, inscrits aux monuments historiques le 27 février 1992[125] ;

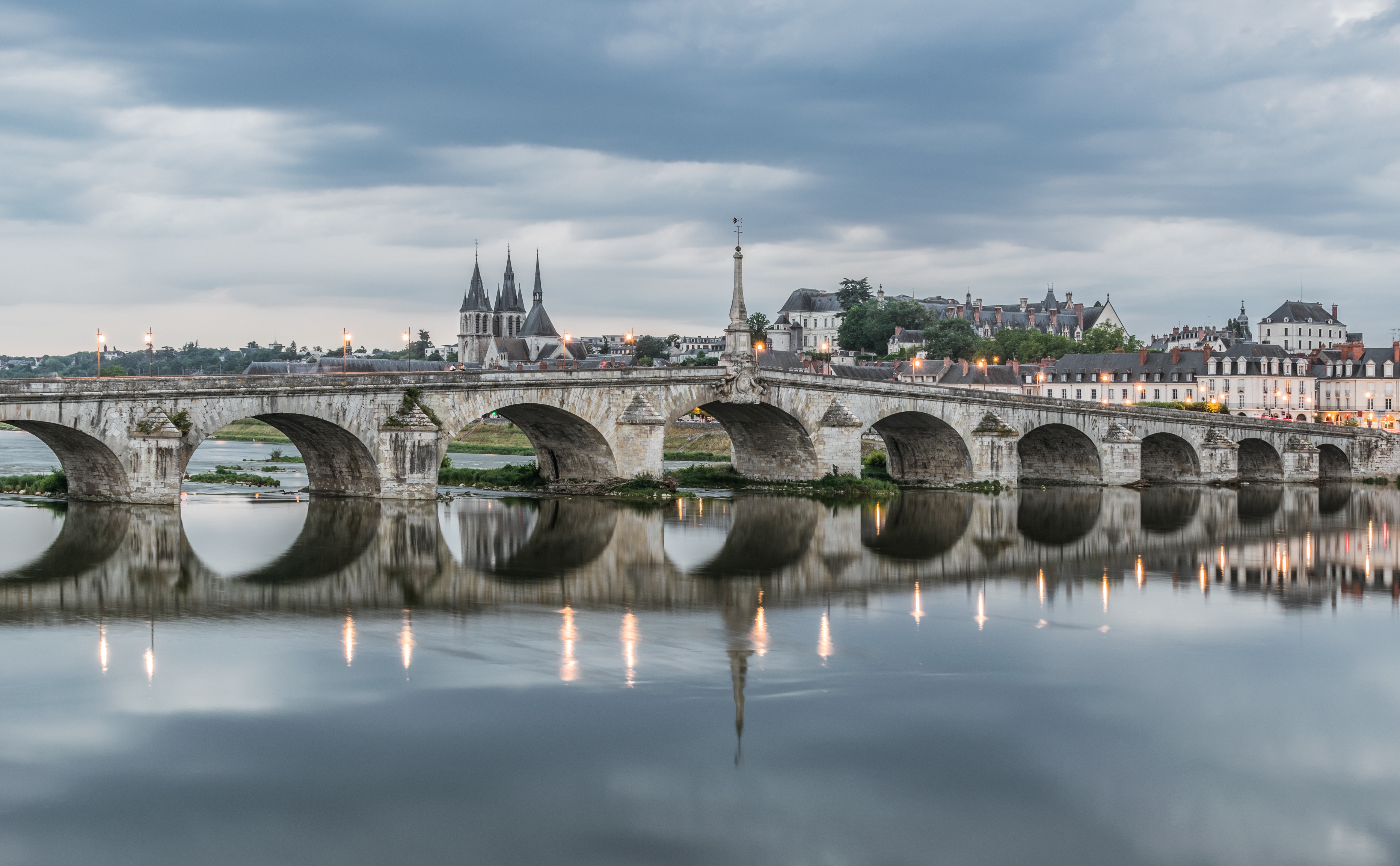
Pont Jacques-Gabriel.

- le pont Jacques-Gabriel (classé aux monuments historiques), œuvre de Jacques V Gabriel fut édifié à partir d’avril 1717 et achevé en 1724. Sa construction fait suite à la destruction en 1716 de l’ancien pont médiéval situé quelques dizaines de mètres en aval, dont les vestiges sont visibles lorsque le niveau de la Loire est bas.
- l'obélisque du pont : sur l’arche centrale du pont Jacques-Gabriel enjambant la Loire se dresse la réplique de la pyramide décorée des armes de France qui avait été détruite pendant la Seconde Guerre mondiale, et d'une plaque retraçant l'histoire du pont.

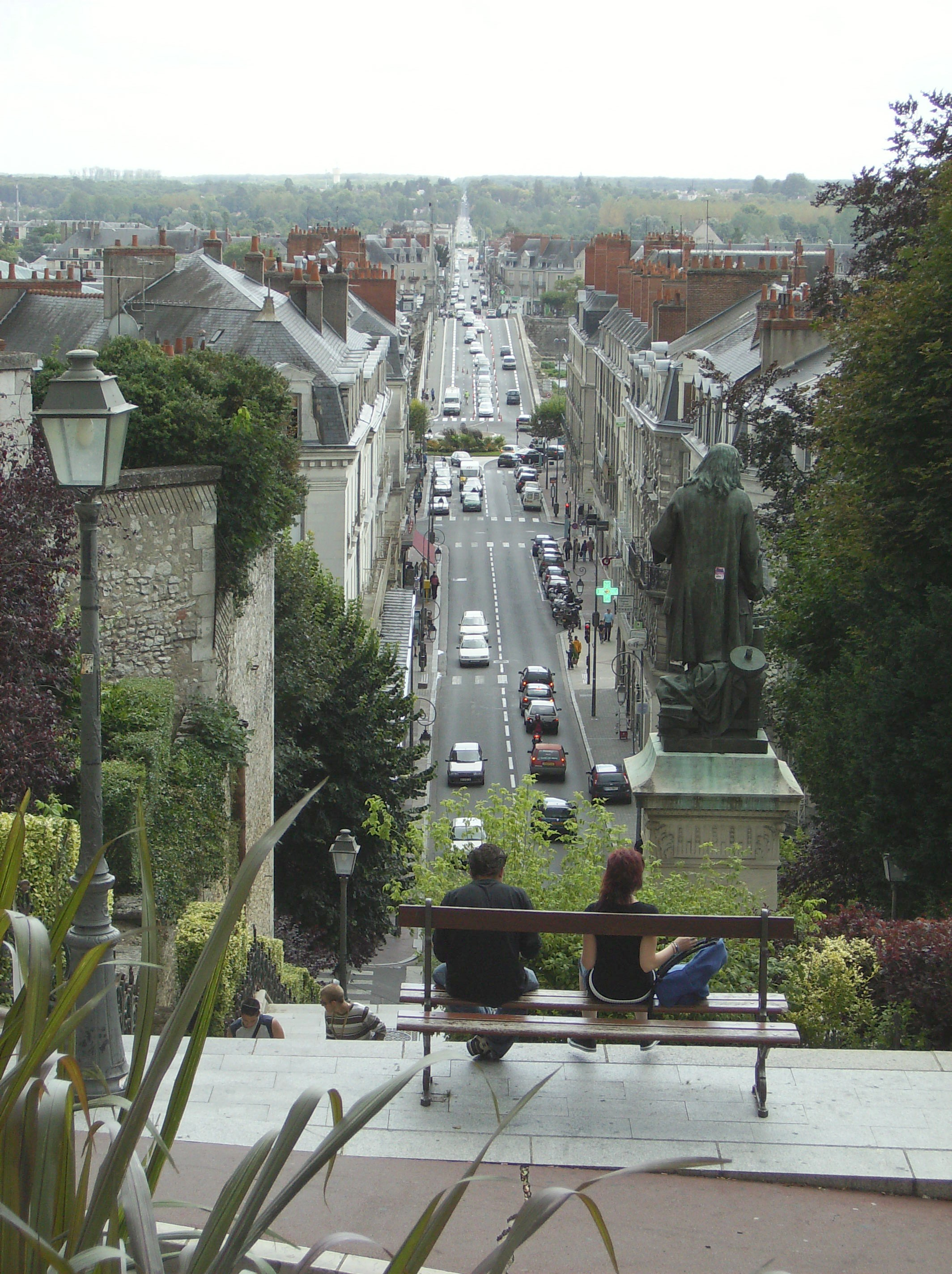
L’axe du pont à travers Blois et le val de la Loire, depuis le haut des escaliers Denis-Papin.

En Vienne (faubourg indépendant jusqu’en 1606) :
- les fronts bâtis ;
- le port de la Creusille ;
- l’église Saint-Saturnin ;
- l’ancienne résidence Gaston d’Orléans ;
- les levées de la Loire ;
- le parc des expositions ;
- le parc de la Bouillie.

La ville compte également de nombreux autres hôtels particuliers et maisons remarquables inscrits ou classés aux monuments historiques :

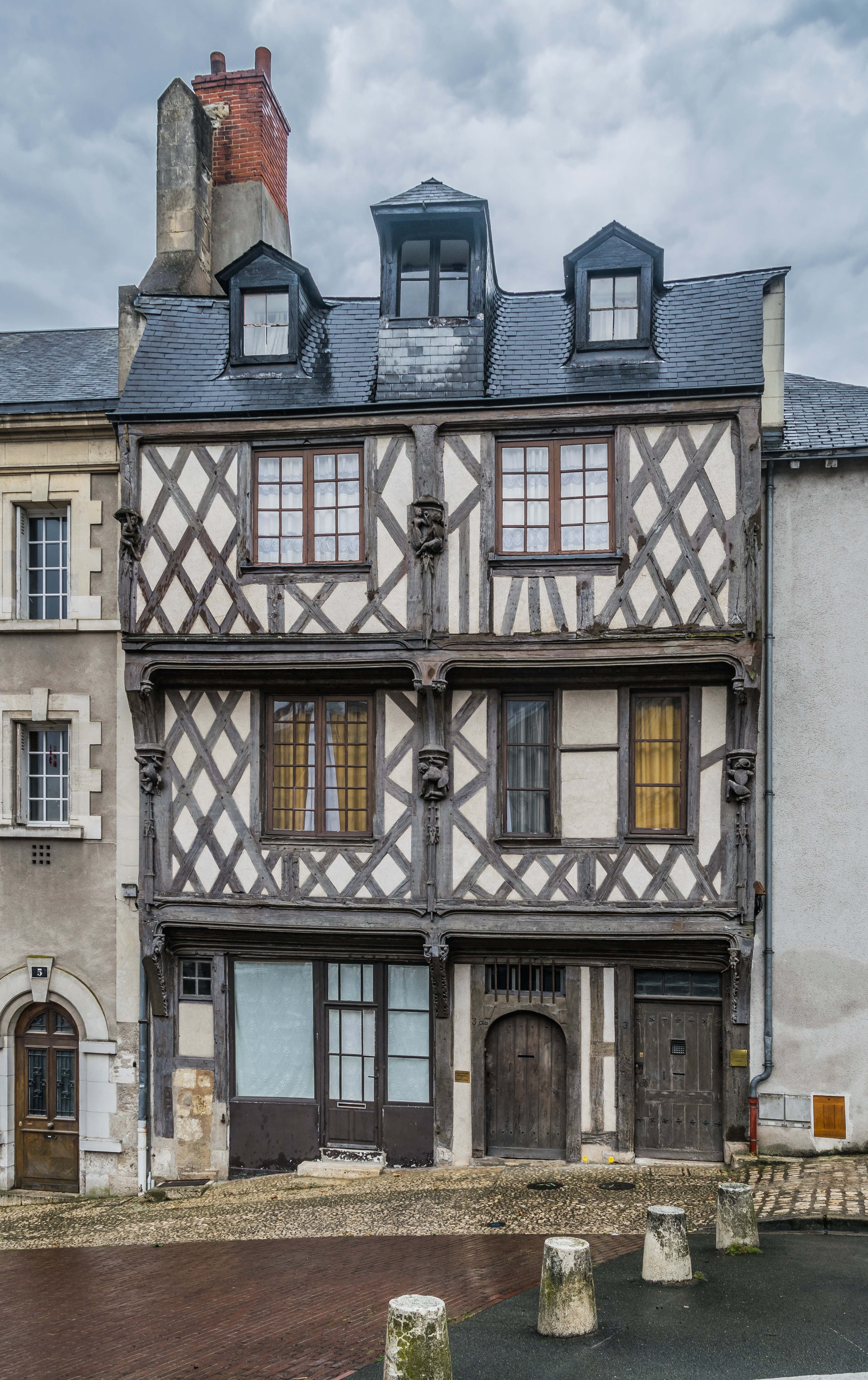
Maison de l’acrobate.

- maison Calcat, aussi dite Logis du Loup, inscrite aux monuments historiques le 28 mars 1997[126] ;
- maison des acrobates, classée aux monuments historiques le 22 avril 1922[127] ;
- maison de Denis Papin, inscrite aux monuments historiques le 28 décembre 1928[128] ;
- maison de la Chancellerie, inscrite aux monuments historiques le 3 décembre 1930 et le 2 octobre 1946[129] ;
- buvette de la Renaissance, inscrite aux monuments historiques le 23 novembre 1946[130] ;
- graineterie de Marmoutier, ou maison la Tupinière, inscrite aux monuments historiques le 25 novembre 1946[131] ;
- hôtel de Bretagne, ou hôtel de la Capitainerie inscrit aux monuments historiques le 23 novembre 1946[132] ;
- hôtel Jacques de Moulins, ou hôtel de Rochefort, inscrit aux monuments historiques le 30 août 1945[133] ;
- hôtel de Condé inscrit aux monuments historiques le 1er novembre 1933[134] ;
- hôtel d’Épernon inscrit aux monuments historiques le 8 décembre 1938[135] ;
- hôtel d’Amboise inscrit aux monuments historiques le 8 décembre 1938[136] ;
- hôtel de Jassand inscrit aux monuments historiques le 18 décembre 1928[137] ;
- hôtel de Lavallière, en partie inscrit, en partie classé aux monuments historiques[138] ;
- hôtel Sardini, en partie inscrit, en partie classé aux monuments historiques[139] ;
- hôtel d’Alluye classé aux monuments historiques le 6 novembre 1929[140] ;
- hôtel Denis-Dupont classé aux monuments historiques le 10 avril 1931[141] ;
- hôtel de Guise inscrit aux monuments historiques] le 2 mars 1934[142] ;
- hôtel Viart inscrit aux monuments historiques le 6 mars 1929[143] ;
- hôtel de Belot classé aux monuments historiques par la liste de 1889[144] ;
- maison, 2, carrefour Saint-Michel, inscrite aux monuments historiques le 17 avril 1931[145] ;
- maison, 20, rue du Vieux-Pont, inscrite aux monuments historiques le 28 décembre 1928[146] ;
- maison, 25, rue des Violettes, inscrite aux monuments historiques le 25 novembre 1946[147] ;
- maison, rue Porte-Chartraine, inscrite aux monuments historiques le 27 mai 1932[148] ;
- maison, 41 bis, rue du Commerce, inscrite aux Monument historique (France) le 17 avril 1931[149] ;
- maison, 48, 50, rue Denis-Papin, inscrite aux monuments historiques le 25 novembre 1946[150] ;
- maison, 11, rue Fontaine-des-Élus, inscrite aux monuments historiques le 5 juin 1941[151] ;
- maison, 30, rue de la Foulerie, inscrite aux monuments historiques le 28 novembre 1946[152] ;
- maison, 6, rue Pierre-de-Blois, inscrite aux monuments historiques le 19 avril 1928[153] ;
- maison, 15, rue des Carmélites, inscrite aux monuments historiques le 25 novembre 1946[154] ;
- maison, 4, rue des Papegaults, inscrite aux monuments historiques le 17 février 1928[155] ;
- maison, 14, rue des Papegaults, inscrite aux monuments historiques le 25 novembre 1946[156] ;
- maison, 8, rue Pardessus, inscrite aux monuments historiques le 25 novembre 1946[157] ;
- maison, 1, rue Pierre-de-Blois, inscrite aux monuments historiques le 19 avril 1928[158] ;
- maison, 4, rue Pierre-de-Blois, inscrite aux monuments historiques le 17 février 1928[159] ;
- immeuble, 6, 8, 12, rue Chemonton, inscrit aux monuments historiques le 28 décembre 1928[160] ;
- le château de la Vicomté, inscrit aux monuments historiques le 2 décembre 1946[161] est un peu à l’écart de la ville.

### Édifices religieux

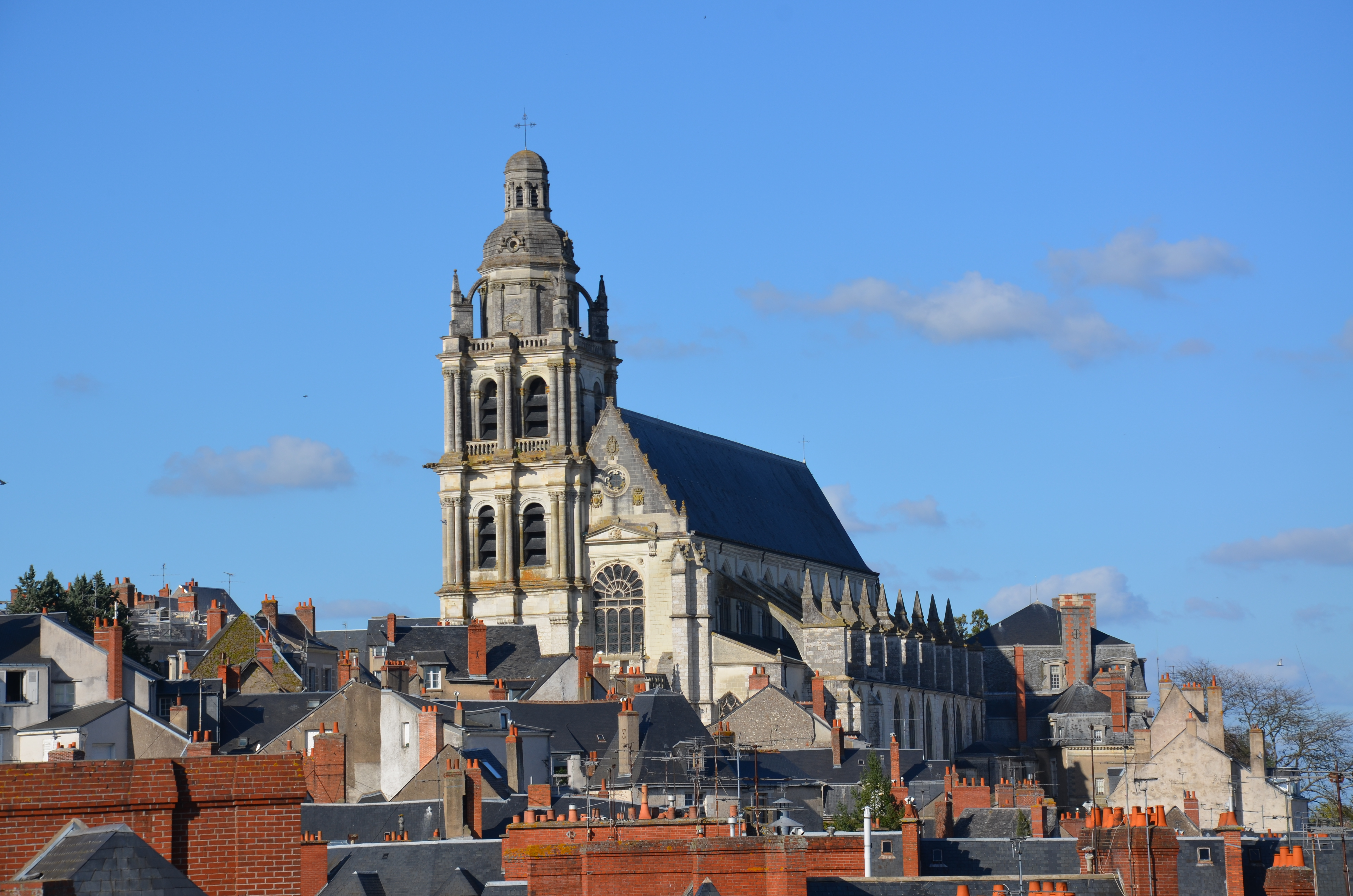
Cathédrale Saint-Louis.

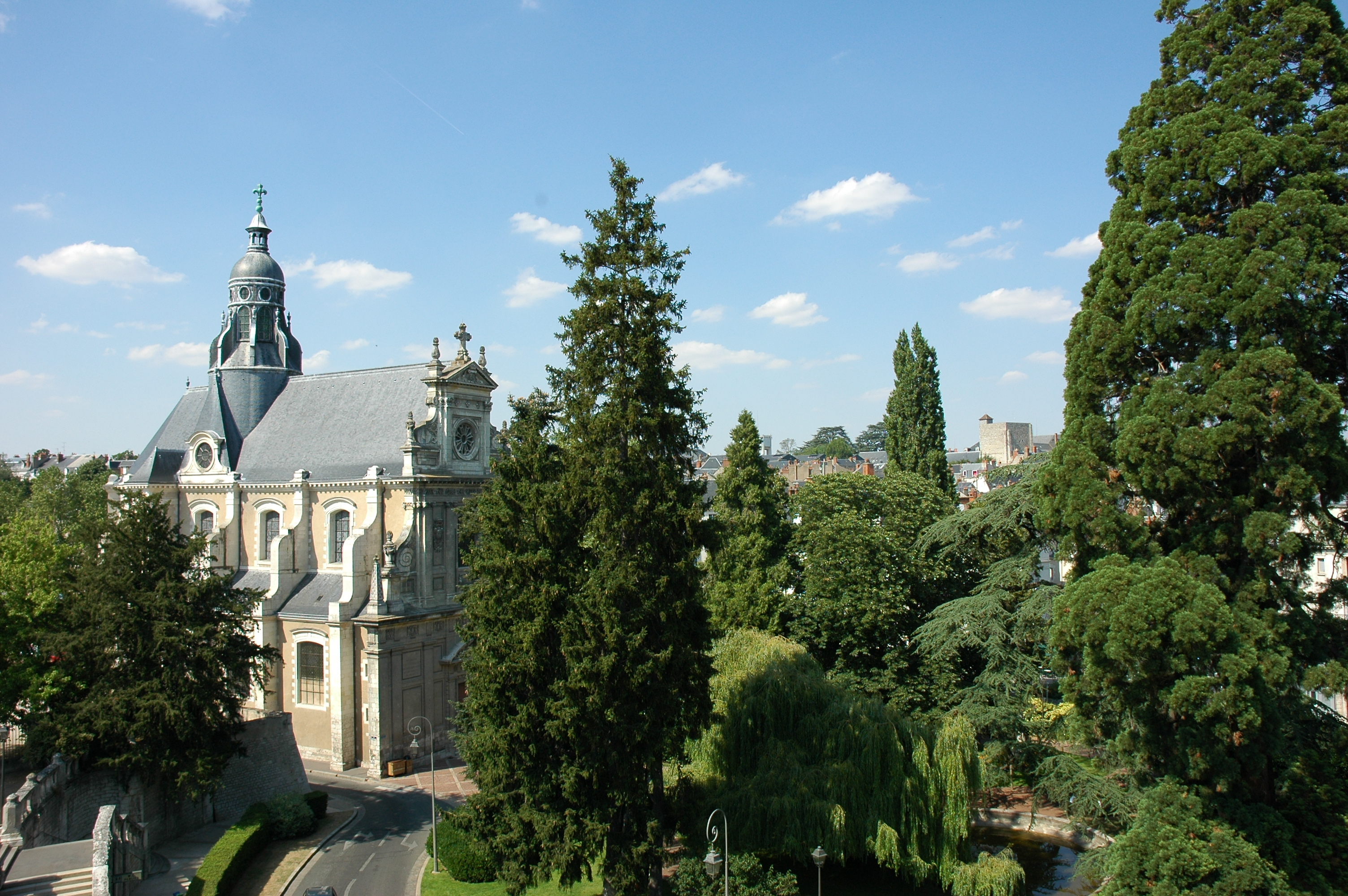
Église Saint-Vincent (XVIIe siècle).

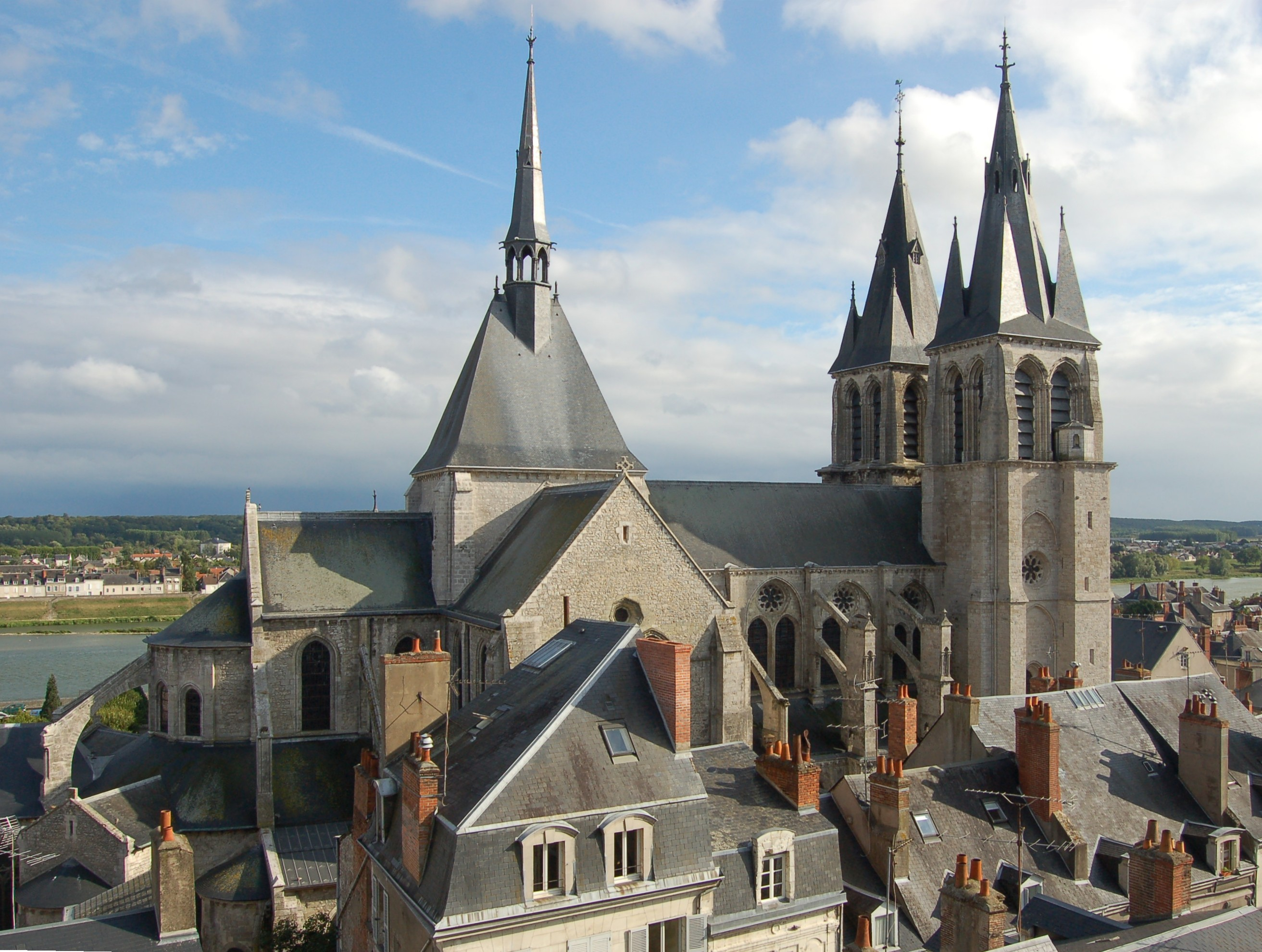
Église Saint-Nicolas.

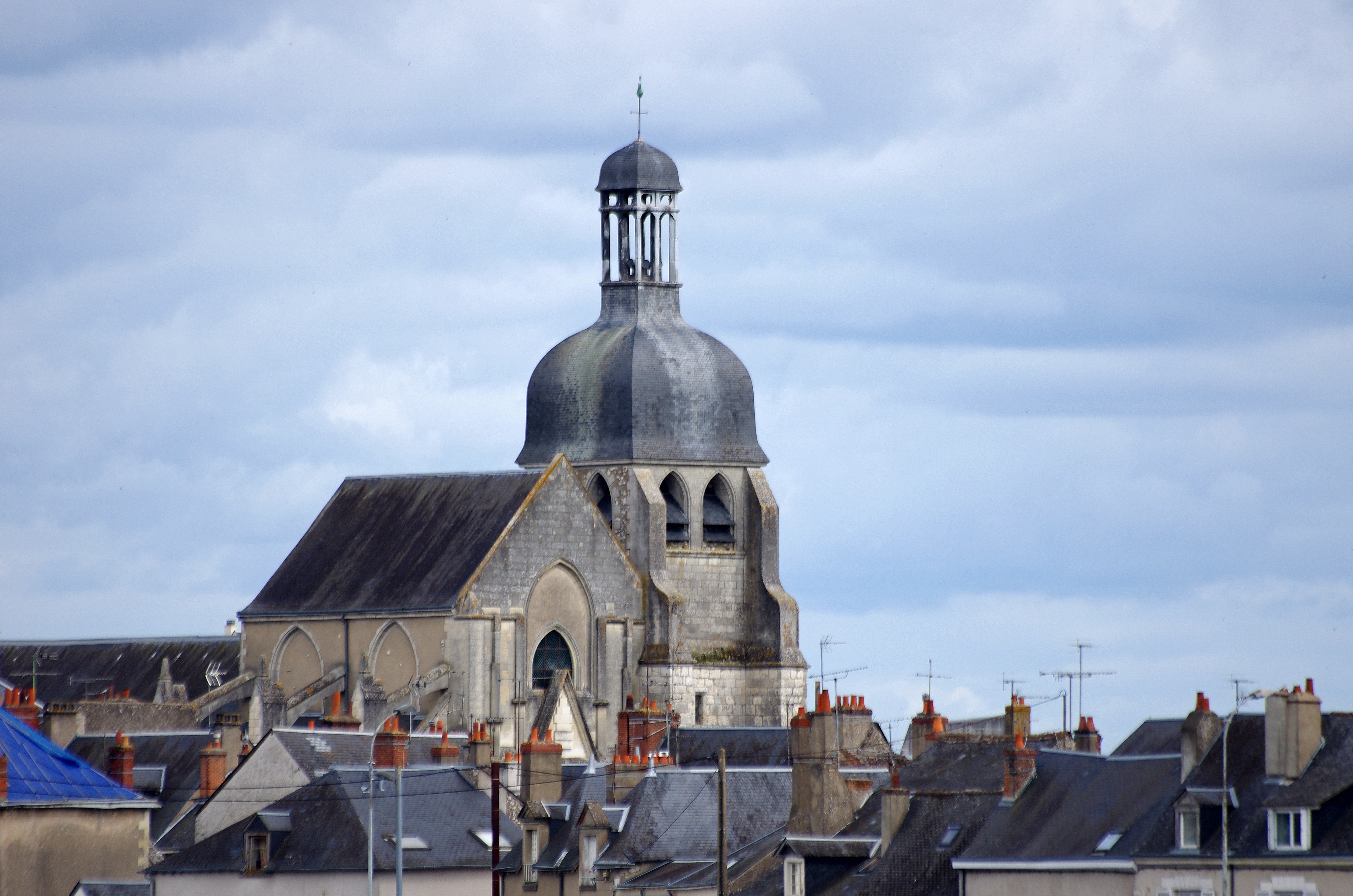
Église Saint-Saturnin.

- La cathédrale Saint-Louis, place Saint-Louis, a été rebâtie à diverses reprises aux XIIe, XVIe et XVIIe siècles sur une crypte carolingienne. L’essentiel date d’après 1680 et est érigé en style gothique classique. Le clocher date du milieu du XVIe siècle. Les vitraux ont été faits par l’artiste hollandais Jan Dibbets pour remplacer ceux détruits par les bombardements.
- L’église Saint-Vincent-de-Paul, place Victor Hugo, est classée aux monuments historiques le 8 août 1917[162]. Elle faisait partie du collège des Jésuites.
- L’église Saint-Nicolas, rue Saint-Laumer, est une ancienne abbatiale bénédictine, liée à l’abbaye Saint-Laumer, dont le chœur et le transept ont été édifiés entre 1138 et 1186, début de l’art gothique, alors que la nef, inspirée de la cathédrale de Chartres, et les tours datent du début du XIIIe siècle.
- L’abbaye Saint-Laumer, ensuite devenue Hôtel-Dieu, a été classée pour une partie et inscrite pour une autre aux monuments historiques[163]. La fontaine Saint-Nicolas qui servait aux moines bénédictins est accolée à l’édifice ; elle a été inscrite aux monuments historiques le 27 décembre 1946[164].
- L’église Saint-Saturnin, rue Munier, se trouve sur la rive gauche de la Loire. Ancienne église paroissiale du village de Vienne, elle fut reconstruite sur ordre d’Anne de Bretagne au début du XVIe siècle jusqu'en 1650 et ne fut jamais achevée. Elle fut et est toujours un lieu de pèlerinage à la Vierge. Le cloître associé est un ancien cimetière monumental. Construit de 1516 à 1520, il abrite aujourd’hui les collections lapidaires de la ville.
- La crypte de Bourgmoyen, et des colonnes de l’église Notre-Dame de Bourgmoyen, rue Bourg Moyen, sont les seuls vestiges de l’abbaye de Bourgmoyen. La crypte est inscrite le 11 juillet 1945 aux monuments historiques[165], l’église le 28 décembre 1928[166].
- Le prieuré Saint-Jean-en-Grève est détruit, il n’en reste qu’un cellier, qui a été inscrit le 11 août 1992 aux monuments historiques[167].
- La basilique Notre-Dame de la Trinité, rue Monin, classée le 28 novembre 1996 aux monuments historiques[168], possède un carillon renommé.
- Ancien prieuré Saint-Lazare et hospice Lunier.
- Collégiale Saint-Sauveur de Blois, disparue.
- L’église Saint-Joseph, place John Kennedy.
- L’église Saint-Pierre de Cabochon, rue de Cabochon.
- La chapelle Notre-Dame, rue Basse des Grouets.
- La chapelle Saint-Calais au château, rue des Fossés du Château.
- La chapelle (Hôtel du Département), rue d’Angleterre.
- La chapelle de la maison du clergé Charles de Blois, rue d’Artois.
- La chapelle de la Providence, rue des Saintes-Maries.
- La chapelle de la maison de retraite, rue de Foix.
- La chapelle du groupe scolaire Sainte-Marie, rue du Bourg Neuf.
- La chapelle (caisse des dépôts), rue du Prêche.
- Les vestiges du couvent des Jacobins, rue Robert Houdin.
- Le temple réformé, rampe Chambourdin construit en 1847.
- L’église évangélique assemblée de Dieu, rue du Docteur Olivier.
- L’église évangélique pentecôtiste, rue Sainte-Anne.
- L’église protestante évangélique, allée Marcel Doret.
- L'église de Jésus-Christ des saints des derniers jours, avenue Foch.

### Musées
- Musée archéologique
- Musée des beaux-arts
- Fondation du doute
- Maison de la magie
- Muséum d’histoire naturelle, 2e étage de l’ancien couvent des Jacobins
- Musée diocésain d’art religieux de Blois, 1er étage de l’ancien couvent des Jacobins
- Astrespace
- Musée de la Résistance, de la déportation et de la Libération en Loir-et-Cher
- Maison de la BD

### Parcs et espaces semi-naturels
Blois compte de nombreux parcs, parmi lesquels :
- les jardins de l’Évêché ;
- le Square Victor-Hugo ;
- le parc des Mées ;
- le lac de Loire ;
- le parc de l’Arrou ;
- les bords de Loire ;
- le parc de la Creusille ;
- le parc de la Bouillie.

### Personnalités liées à la commune

#### Personnalités politiques et historiques
- Ivomadus (Ve siècle), chef breton qui aurait conquis Blois en l’an 410 et y aurait établi un royaume indépendant jusque la conquête de Clovis Ier.
- Guillaume d’Orléans (v. 800-834), premier comte de Blois en 832.
- Thibaud Ier de Blois (v. 910-v. 977), vicomte s’étant proclamé comte à la mort d’Hugues le Grand.
- Adèle de Normandie (v. 1067-1137), fille de Guillaume le Conquérant, mariée au comte Étienne II de Blois.
- Étienne de Blois (v. 1094-1154), fils de la précédente et roi d’Angleterre de 1135 à sa mort.
- Adèle de Champagne (v. 1140-1206), fille du comte Thibaut IV de Blois, mariée au roi Louis VII le Jeune et mère de Philippe II Auguste.
- Charles de Blois (1319-1364), acteur majeur dans la guerre de Cent Ans.
- Louis XII (1462-1515) est né à Blois, et a été roi de France de 1498 à 1515.
- Anne de Bretagne (1477-1514), dernière duchesse régnante de Bretagne, remariée à Louis XII en 1499 avant de s’installer durablement à Blois.
- François Ier (1494-1547), roi de France né à Cognac, mais élevé à Blois dès 1506 après son mariage avec la fille de Louis XII.
- Catherine de Médicis (1519-1589), reine de France, meurt au château de Blois.
- Marie de Médicis (1575-1642), est exilée à Blois par son fils, le roi Louis XIII.
- Henri Ier de Guise, assassiné le 23 décembre 1588 au château de Blois.
- Gaston d’Orléans (né 1608 à Fontainebleau, mort en 1660 à Blois), oncle du roi Louis XIV. Construit une aile du château de Blois et y décède.
- Marie-Anne de Bourbon (1666-1739), aussi dite « Mademoiselle de Blois », fille du roi Louis XIV.
- Eugène Riffault (1803-1888), maire de Blois et conseiller général de 1852 à 1870, auteur de grands travaux haussmanniens à Blois.
- Joséphine Marchais (1842-1874) est née à Blois, communarde, condamnée à mort, déportée.
- Émile Laurens (1884-1940), né à Réquista, élu député et maire de Blois en 1935, mort dans les bombardements de la mairie en 1940.
- Georges Litalien (1896-1952), député du Loir-et-Cher.
- Henri de La Vaissière (1901-1944), grand Résistant originaire de Saumur aux commandes des FFI et FTP du Loir-et-Cher.
- Pierre Sudreau (1919-2012). Grand Résistant, déporté, ministre du général de Gaulle (1958-1962), préfet de Loir-et-Cher, député et maire de Blois (1971-1989).
- Jack Lang (1939-). Ministre de la Culture et de l’Éducation sous François Mitterrand, maire de Blois de 1989 à 2000.
- Bernard Boucault (1948-). Préfet de Police de Paris (de 2012 à 2015).
- Martine Froger (1961 -). Née à Blois, Députée de l'Ariège.

#### Artistes
- Pierre de Ronsard (1524-1585), poète vendômois ayant rencontré sa muse Cassandre au château de Blois en 1545.
- Jacob Bunel (1568-1614), artiste peintre de la seconde école de Fontainebleau.
- Sébastien Garnier (mort en 1607), poète né à Blois.
- Antoine Boësset (1587-1643), chanteur et compositeur, surintendant de la Musique de Louis XIII.
- Jean Mosnier (1600-1656), peintre proche de la reine Marie de Médicis.
- Étienne Baudet (1638-1711), graveur natif de Vineuil.
- Pierre Mosnier (1641-1703), peintre et fils du précédent.
- Jacques Gabriel (1667-1742), architecte parisien auteur du pont éponyme à Blois.
- Jean-Eugène Robert-Houdin (1805-1871), prestidigitateur et magicien, né à Blois.
- Ulysse Besnard (1826-1899), artiste peintre blésois, directeur du musée municipal, puis céramiste.
- Daniel Dupuis (1849-1899), artiste peintre, sculpteur et médailleur natif de Blois.
- Jules Contant (1852-1920), artiste peintre né en Vienne, fils du politicien Amédée Contant.
- Émile Gaucher (1858-1909), sculpteur blésois.
- Alfred Jean Halou (1875-1939), sculpteur né à Blois et décédé à Paris. Il réalisa à Blois le monument aux morts de la Guerre de 1870.
- Gaston-Maxime Gouté (1877-1957), poète et chansonnier
- Étienne Gaudet (1891-1963), graveur et peintre.
- Auguste-Louis-Gabriel Leconte de Roujou (1819-1902), peintre français, né à Blois.
- Bernard Lorjou (1908-1986), peintre, né à Blois.
- Michel Maly (1936-2018), peintre, né à Blois.
- Bertrand Lacy (1957-), comédien français, né à Blois.
- Claudine Doury (1959-), photographe, née à Blois.
- Jean-Louis Agobet (1968-), compositeur français, Victoires de la musique classique en 2006, né à Blois.
- Niro (1987-), rappeur français.
- Hildegarde Fesneau (1995-), violoniste classique française.
- Wallace Cleaver (1998-), rappeur rappeur française.

#### Artisans
- Julien Coudray (Blois, v. 1460-v. 1530), premier horloger blésois selon Tardy, fut au service de Louis XII et de François Ier. Il construisit une sphère mouvante (sorte d’horloge astronomique) pour Louis XII (1504). Léopold Reverchon[169] se basant sur l’ouvrage de Develle[170] rappelle que Julien Coudray offrit en 1518 à François Ier deux « dagues excellentes garnies dedans les pommeaux de deux horloges toutes dorées ». Coudray serait donc, selon Reverchon et Develle, le véritable créateur de la montre de poche. Une rue de Blois porte son nom (située à 300 m de la rue des Orfèvres).
- La famille Cuper : le Louvre possède deux montres de Michel Cuper, et deux autres de P. Cuper. Une rue du quartier de L’Ormeau porte leur nom.
- La famille Bellanger : Martin Bellanger (et son fils Isaac, dont les enfants naquirent de 1594-1597) ; Martin (ou Martin II ?) Bellanger épouse Suzanne Boucher : leurs enfants naissent entre 1601-1608 (Pierre, né le 25 septembre 1603 ; Jean, marié en 1641, mort en 1678 ; Théophile).
- Guillaume Couldroit (actif entre 1532 et 1546) : horloge de table, v. 1540 (British Museum).
- Jacques de la Garde (horloger et fabricant d’instruments scientifiques, actif entre 1551 et 1565) : Le British Museum possède une horloge de table dotée d’une sphère armillaire mécanique. Une autre Horloge de table est visible à Écouen.
- Charles Perras (actif entre 1597 et 1616) : le British Museum possède une montre datée de 1610-15. Le Victoria and Albert Museum en possède deux.
- Les frères Duduict : Jacques Duduict († 1646) marié en 1599, s’établit à Blois à partir de 1600. Auteur de Le Nouveau sciatère, pour fabriquer toutes sortes d’horloges solaires sans centre, avec une seule observation de soleil, et avec deux observations, trouver sur mer la ligne méridiène (sic) et la hauteur du pôle, G. Collas, Blois, 1631. Son frère Daniel était aussi horloger : le British Museum possède de lui une montre. Blaise Foucher (actif 1623-1662) travailla à son service, et devint maître horloger en 1631. Le British Museum possède une montre magnifique de Foucher.
- La famille Vautier : l’horloger Abraham Vautier (ou Vautyer) eut un fils horloger, Louis Vautier, 1581-1638 : Montre magnifique au British Museum). Son fils, Daniel, né le 21 juin 1654, et son petit-fils, Daniel II, né le 22 avril 1655, furent orfèvres. Daniel II s’établit à Paris.
- La famille Gribelin : Simon Gribelin, horloger du roi et graveur à Blois. Son fils Abraham Gribelin, 1589-1671, s’établit comme horloger en 1614, et hérita du titre paternel. Le Louvre possède une montre de lui, et l’Ashmolean Museum une autre montre datée de 1630 environ. Nicolas Gribelin, son fils, 1637-1719, fut horloger. L’Indianapolis Museum of Art possède une horloge à pendule de lui, et le Louvre deux montres.
- La famille Girard : Marc Girard (1593-v. 1616), originaire des Pays-Bas, et son fils Théodore Girard (1596-1680) qui eut un fils, Marc II né le 7 janvier 1628, furent horlogers à Blois.
- Christophe Morlière (Orléans 1604-1643/44), s’établit à Blois comme horloger émailleur ; c’est à lui que la ville commanda une montre offerte à Marguerite de Lorraine pour son mariage avec Gaston d’Orléans.
- Pierre Brisson : né en 1597, épousa Anne Viet, veuve de Nicolas Tessier, le 10 août 1653 (enfants nés entre 1654 et 1672). Mort le 2 septembre 1682.
- Paul Viet (actif 1616-1656, épousa Marie Papin le 7 novembre 1638) : un boîtier de montre de 1645-1655 est conservé au British Museum.
- Jean Bonbruict (actif 1632-1678) a laissé un boîtier de montre de 1650-1660 (British Museum).
- Nicolas Lemaindre (v. 1598-1652) Horloger et valet de chambre de Catherine de Médicis. Le British Museum présente une montre datée de 1610-20. C’est lui qui créa la montre carrée de Marie Touchet (offerte par Charles IX à sa maîtresse). Le Louvre possède une montre carrée à devises. Le Victoria and Albert Museum possède plusieurs montres. Son neveu, Nicolas II Lemaindre, fut horloger de Gaston d’Orléans.
- Pierre Landré (15 mars 1610-8 mars 1679) épousa Marie Payras, leurs enfants naquirent entre 1647 et 1662). Le Metropolitan Museum of Art expose une de ses montres.
- Pierre Chartier (1618-après 1683), fils d’un orfèvre, né à Blois, devint maître orfèvre (1638) et partit pour Paris. Il était également émailleur. Un certain T. Chartier est le créateur d’une horloge de table cylindrique (milieu du XVIe siècle) présentée au Louvre (OA 8282).
- François Laurier (actif 1654-1663), mouvement de montre de 1655-1665 (British Museum).
- L’horloger londonien Henry Massy (né en Grande-Bretagne, actif de 1692 à 1745) est le fils de Nicolas Massy, qui fut horloger à Blois (mort entre 1646 et 1658). Peut-être le fils de Nicolas et Suzanne Gribelin. [Généalogie des Massy : Nicolas Massy, sergent royal / Son fils : Nicolas, orfèvre, ép Esther Gribelin 23 juillet 1623. Enfants nés entre 1624 et 1647. / Son fils, Nicolas, né le 30 octobre 1641 (peut-être est-ce lui qui est mort en 1698) orfèvre, ép Suzanne Gribelin 29 mai 1661. Enfants nés entre 1661 et 1678.]
- Robert Vauquer (1625-1670), horloger-émailleur, fut son élève : deux montres au Louvre, une à la Walters Art Gallery. Robert s’est sans doute inspiré de gravures réalisées par son frère aîné, Jacques Vauquer.

#### Intellectuels
- Vital de Blois, écrivain français du XIIe siècle.
- Pierre de Blois (en latin Petrus Blessensis), diplomate et poète latin du XIIe siècle, proche des cours de Sicile et d’Angleterre.
- Pierre Trinqueau, un des architectes du château de Chambord au XVIe siècle.
- Paul Reneaulme (v. 1560-v. 1624), docteur blésois en médecine et botanique, à l’université de Montpellier.
- Guillaume Ribier (1578-1663), magistrat et historien natif de Blois.
- Florimond de Beaune, (1601-1652), juriste, conseiller au présidial de Blois et mathématicien.
- René-Robert Cavelier de La Salle (1643-1687), premier explorateur de la Louisiane, né à Rouen, ayant enseigné au collège royal de Blois.
- Denis Papin (1647-1712), physicien, mathématicien et inventeur.
- François Baffard (1655-1726), généalogiste blésois.
- Jean-Marie Pardessus (1772-1853), magistrat, juriste et homme politique.
- Augustin Thierry (1795-1856), né à Blois, historien français.
- Amédée Thierry (1797-1873) historien et homme politique français, né à Blois.
- Félix Duban (1797-1870), architecte parisien à l’origine de la restauration du château de Blois.
- Louis de La Saussaye (1801-1878), numismate et historien né à Blois.
- Jules de La Morandière (1813-1905), architecte et élève de Félix Duban.
- Jules Lunier (1822-1885), directeur-médecin de l’asile de Blois.
- Victor-Auguste Poulain (1825-1918), chocolatier blésois et créateur en 1848 de la marque de chocolat dont il est l’éponyme.
- Albert Poulain (1851-1937), industriel et fils du précédent, également né à Blois.
- Tiburce Colonna-Ceccaldi (1832-1892), né à Blois, diplomate et archéologue.
- Félix Jahyer (1834-1907), journaliste et critique d’art.
- Édouard Blau (1836-1906), né à Blois, librettiste et dramaturge.
- Arthur Trouëssart (1839-1929), architecte, historien et généalogiste spécialiste du Blésois.
- Adrien Thibault (1844-1918), né à La Chaussée-Saint-Victor, céramiste puis historien spécialiste du passé de Blois.
- Georges Maurice (1882-1916), professeur et poète, il figure au Panthéon parmi les 560 écrivains morts pour la France.
- René Guénon (1886-1951), métaphysicien et philosophe de renom.
- Roger Dion (1896-1981), géographe et historien professeur au Collège de France originaire d'Argenton-sur-Creuse a fait ses études secondaires au collège Augustin Thierry.
- Philippe Ariès (1914-1984), historien et journaliste.
- Michel de Grosourdy, marquis de Saint-Pierre (1916-1987), né à Blois, écrivain français.
- Albert Ronsin (1928-2007), historien et bibliothécaire.
- Françoise Xenakis (1930-), née à Blois écrivaine et journaliste.
- Maxime Schwartz (1940-), né à Blois, directeur de l’Institut Pasteur.
- Pierre Rosanvallon (1948-), né à Blois, historien, sociologue et intellectuel français.
- Luc Foisneau (1963-), philosophe et directeur de recherche au CNRS.
- Jean-Michel Mattei, né à Blois, humoriste franco-suisse.

#### Sportifs
- Marcel Lehoux (1889-1936), pilote automobile né à Blois.
- Gilbert Chapron (1933-2016), boxeur, médaillé olympique, né à Blois.
- Maurice Forget (1944-2010), passionné et sponsor de rallycross, est né à Blois.
- Bruno Girard (1970-), boxeur, Champion de France des super-moyens de 1996 à 1998, né à Blois.
- Sonia Bompastor (1980-), footballeuse française, ayant notamment joué pour l'Olympique Lyonnais et l'Équipe de France, aujourd’hui directrice sportive de la section féminine de l'Olympique Lyonnais, ainsi que commentatrice sportive pour W9 à l'Euro féminin 2013.
- Ahmed Kantari (1985-), footballeur franco-marocain évoluant au RC Lens, est né à Blois.
- Aly Cissokho (1987-), footballeur français né à Blois[171] ayant évolué dans les clubs de Liverpool, l'Olympique Lyonnais avec qui il a gagné la Coupe de France en 2012, Porto ou bien Valence avant de revenir à Blois. Il aura eu une sélection en Équipe de France le 11 août 2010 sous Laurent Blanc.
- Alexis Tanghe (1990-), basketteur français né à Blois, évoluant actuellement au Boulazac Basket Dordogne en Pro B, formé dans la ville voisine de La Chaussée-Saint-Victor, puis à l'ADA Blois Basket 41.
- Corentin Jean (1995-) footballeur français, évoluant à l'Inter Miami CF en Major League Soccer aux États-Unis. International en moins de 19 ans, il a grandi dans le Loir-et-Cher, et a joué deux ans au Blois Football 41.
- Philippe Gondet (1942-) footballeur international français, champion de France en 1965 et 1966 avec le FC Nantes. Lors de la saison 1965/1966, il devient le meilleur buteur de l'histoire de la Division 1 avec 36 buts.
- Marie-Amélie Le Fur (1988-) athlète paralympique, vit à Vendôme, mais s'entraine à Blois, a battu deux records du monde en athlétisme paralympique.

#### Religieux liés à Blois
- Richard de Blois († 969), fils du comte Thibaud l’Ancien, fut archevêque de Bourges.
- Hugues de Blois († v. 985), fils du comte Thibaud Ier de Blois, succéda à son oncle Richard à Bourges.
- Pierre III d'Amboise († 1505), évêque de Poitiers de 1481, natif de Chaumont-sur-Loire et décédé à Blois.
- Jean de Morvillier (1506-1577), évêque d’Orléans de 1552 à 1564.
- David Nicolas de Bertier (1652-1719), premier évêque de Blois de 1697 à sa mort.
- L’abbé Grégoire (1750-1831), évêque de Blois de 1791 à l’an 1800, élu député de la Constituante, connu entre autres pour avoir réclamé l’abolition de l’esclavage, et pour être présent sur le tableau du Serment du Jeu de Paume de Jacques-Louis David.
- Jacques Monsabré (1827-1907), prédicateur de renom natif de Blois.
- Daniel Brottier (1876-1936), père missionnaire et toujours au service des jeunes, béatifié le 25 novembre 1984.
- Victor Dillard (1897-1945), père jésuite, né à Blois.
- Christophe Lebreton (1950-1996), né à Blois, moine catholique martyr en Algérie, béatifié le 8 décembre 2018.

#### Militaires
- Michel V Bégon (1638-1710), officier de plume de la Marine royale.
- Michel VI Bégon de la Picardière, (1669-1747), commissaire de la marine ; intendant de la Nouvelle-France, du Havre, puis des armées navales.
- Joseph Léopold Sigisbert Hugo (1773-1828), général nancéien de la Révolution et de l’Empire, père de Victor Hugo, vient se retirer après sa retraite à l’actuel 65, rue du Foix.
- Amédée de Cools des Noyers (1787-1861), né à Blois.
- Bertrand de Chabron (1806-1889), a participé à la libération de la ville par Blois-Vienne en 1871 (guerre franco-prussienne).
- William Sylvanus Godon (1809-1879), officier de marine américain, mort à Blois.
- Joseph Pourcet (1813-1886), a participé à la libération de la ville par Blois-Vienne en 1871 (guerre franco-prussienne).
- Georges de Villebois-Mareuil (1847-1900), a participé à la libération de la ville par Blois-Vienne en 1871 (guerre franco-prussienne).
- Pierre Régnier (1896-1966), né le 25 juin 1896 à Blois et décédé le 3 novembre 1966 à Paris. Officier au 68e régiment d'infanterie durant la Grande Guerre, il est grièvement blessé en juillet 1917 par un éclat d'obus qui le laisse paraplégique. Il est, de 1932 à son décès, président de la « Fédération des plus grands invalides de guerre ». Il est élevé à la dignité de grand-croix de la Légion d'honneur le 19 avril 1958, décoration remise par le président René Coty[172].

#### Télévision

Sophie Ferjani (1977-), née à Blois, décoratrice d’intérieur sur les émissions Maison à vendre, 100% mag, Teva déco.
Julian Bugier, est né le 26 octobre 1981 à Blois et a étudié au lycée Camille Claudel dans la même ville, journaliste pour BFM TV et I-Télé puis présentateur du Journal de 20 h de France 2.

### Héraldique et blason

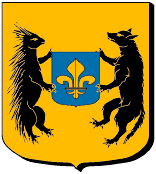
Blason de Blois.